# Bătălia Alpilor Occidentali
Invazia italiană în Franța, cunoscută și ca Bătălia Alpilor (Occidentali)  (10–25 iunie 1940), a fost prima acțiune militară italiană de amploare din timpul Bătăliei Franței al celei de-a doua conflagrații mondiale. 
Intrarea Italiei în război împotriva Franței a adăugat un nou obiectiv celor deja existente – dominația în Africa și bazinul Mării Mediterane. Obiectivul dictatorului italian Benito Mussolini a fost eliminarea dominației franco-britanice în Mediterana, recucerirea teritoriilor asupra cărora Italia avea „drepturi istorice” (așa-numita Italia irredenta) și extinderea influenței asupra Balcanilor și Africii. Franța și Regatul Unit au încercat de-a lungul deceniului al patrulea să îl împiedice pe Mussolini să se alieze cu Adolf Hitler. Succesele rapide ale Germaniei Naziste în faza de început a războiului a făcut ca intervenția italiană în război împotriva aliaților occidentali în iunie 1940 să fie considerată la Roma ca singura opțiune posibilă. 
Italia a declarat război Franței și Regatului Unit în seara zilei de 10 iunie, urmând ca starea de beligeranță să fie efectivă doar după miezul nopții. Cele două tabere s-au angajat în lupte aeriene și bombardamente de aviație în prima zi de război, dar nu au avut loc acțiuni terestre de amploare pe frontul din Alpi, în regiunea de frontieră fiecare tabără aflându-se pe poziții defensive puternice. Au existat mai multe lupte de hărțuire între patrulele și forturile franceze de pe Linia Alpină (Mica Linie Maginot) cu inamicii italieni din Zidul Alpin. Pe 17 iunie, Franța a anunțat că încearcă să negocieze un armistițiu cu Germania. Pe 21 iunie, în condițiile în care armistițiul franco-german era pe cale să fie semnat, italienii au lansat o ofensivă generală de-a lungul întregului front din Alpi, atacul principal fiind dat în sectorul nordic și cu un atac secundar de-a lungul litoralului. Italienii au înaintat mai mulți kilometri în interiorul teritoriului francez, unde au întâmpinat o rezistență puternică. Ofensiva a fost oprită mai înainte ca obiectivele principale ale campaniei să fie atinse, cel mai important succes al italienilor fiind cucerirea orașului Menton.
În seara zilei de 24 iunie a fost semnat la Roma Armistițiul franco-italian. Armistițiul a intrat în vigoare ora 0 a zilei de 25 iunie, odată cu intrarea în vigoare armistițiului cu Germania (semnat pe 22 iunie). Italia a primit dreptul să ocupe teritoriul pe care îl cucerească în timpul scurtei sale intervenții militare. În plus, Franța a creat o zonă demilitarizată, controlul economic italian a fost extins spre vest până la cursul râului Ron, iar Roma a primit diferite drepturi și concesiuni în coloniile franceze. Pentru urmărirea îndeplinirii obligațiilor pe care și le-a asumat Franța, a fost creat o comisie de control al armistițiului, Commissione Italiana d'Armistizio con la Francia (CIAF), cu sediul la Torino

## Contextul general
În iunie 1940, doar cinci pasuri montane în Alpii francezi puteau fi folosite pentru circulația mijloacelor mecanizate de transport: pasurile  Petit Saint-Bernard, Mont Cenis,  Montgenèvre,  Maddalena și  Tende.  Mai putea fi folosită o rută care se întindea de-a lungul litoralului. Alpii mai erau traversați de cărări, care puteau fi străbătute doar la pas.

### Ambițiile imperiale ale Italiei

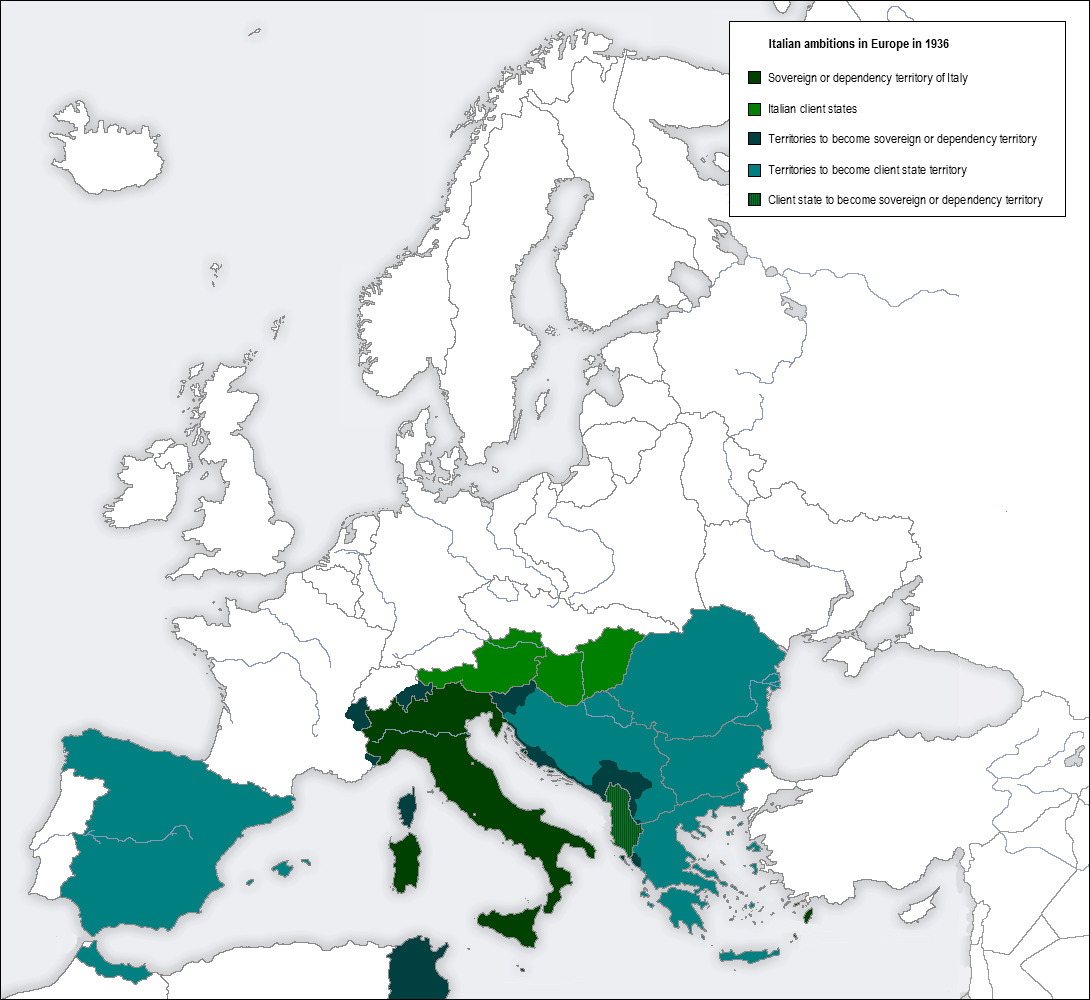
Pretențiile teritoriale ale fasciștilor italieni în Europa în anul 1936.

La sfârșitul deceniului al treilea, premierul italian Benito Mussolini a început să vorbească despre urgența înfăptuirii unei expansiuni imperiale, considerând că Italia are nevoie de  „spațiu vital” pentru colonizarea „surplusului de populație”, iar cucerirea sus-numitului spațiu trebuind să fie sprijinit de alte țări, fiind și în interesul acestora. Dorința pe termene scurt al regimul fascist era „hegemonia politică în regiunea mediterano-dunăreano-balcanică”. Mai mult chiar, Mussolini visa la cucerirea „unui imperiu care să se întindă de la Strâmtoarea Gibraltar până la strâmtoarea Hormuz”. Hegemonia în Balcani și Mediterana a fost cheia dominației Romei Antice în zonă. Fasciștii italieni au creat planuri pentru impuneare unui protectorat al Albaniei și pentru anexarea Dalmației, ca și controlul economic și militar asupra Iugoslaviei și Greciei. Regimul italian căuta de asemenea să stabilească o relație de protectorat de tip clientelar cu Austria, Ungaria, România și Bulgaria, aflate toate în afara a ceea ce considerau că sunt granițele sferelor europene de influență ale Italiei. Deși nu s-a numărat niciodată printre obiectivele proclamate public, Mussolini dorea să în pună la îndoială supremația franco-britanică din Marea Mediterană, pe care o considera vitală din punct de vedere strategic, dat fiind faptul că această mare era singurul drum de ieșire al Italiei spre oceanele Atlantic și Indian.
În 1935, Italia a provocat declanșarea celui de-al doilea război cu Etiopia, „o campanie colonială de secol XIX purtată în afara timpului ei”. Campania dus la discuții tot mai optimiste cu privire la posibilitatea creării unei armate formate din etnici etiopieni, folosite pentru „sprijinirea cuceririi” Sudanului Anglo-Egiptean. Războiul a fost un punct de cotitură în politică externă italiană, mult mai agresivă după acest moment. Războiul „a expus vulnerabilitățile” britanicilor și francezilor. Acestea din urmă i-au oferit lui Mussolini condițiile pentru începerea realizării planurilor sale imperiale. În 1936, a izbucnit Războiul Civil Spaniol. Italia a jucat încă de la începutul conflictului un rol important. Implicarea militară italiană a fost atât de mare încât se poate spune că Francisco Franco își datorează în cea mai mare măsură victoria intervenției Romei. Mussolini și-a implicat țara într-un „război extern total” datorită planurilor fasciste pentru includerea Spaniei într-un viitor Imperiu Italian dar și pentru mobilizarea populației pentru război și crearea unei așa-zise „culturi războinice”. Victoria din războiul din Etiopia a dus la o reconciliere în relațiile germano-italian după ani de tensiuni. Ca urmare, Italia și Germania au semnat un tratat de asistență mutuală în octombrie 1936. Mussolini a numit acest tratat „Axa Berlin-Roma”, axă în jurul căreia avea să evolueze Europa. Tratatul a fost un rezultat al dependenței crescute a Italiei de cărbunele german după adoptarea de către Liga Națiunilor a unei serii de sancțiunii legate de războiul din Etiopia, de simpatia Germaniei pentru situația Romei după reacția europeană la acest conflict și al abordării similare a războiului civil din Spania. Tratatul a dus la întărirea legăturilor dintre Italia și Germania și la căderea lui Mussolini sub influența lui Adolf Hitler, influență de care „el nu a mai scăpat niciodată” 

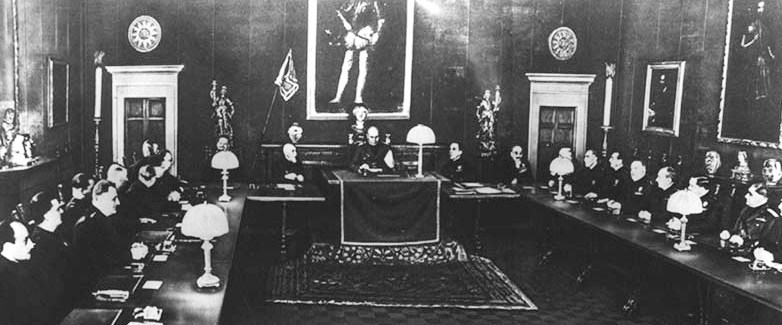
Sesiunea Marelui Consiliu al Fascismului din 9 mai 1936.

În octombrie 1938, după încheierea Acordului de la München, Italia a pretins concesiuni din partea Franței. Acestea includea portul liber Djibouti, controlul asupra căii ferate Addis Ababa–Djibouti, participarea italiană la administrarea Canalului Suez, o formă de cooperare franco-italiană în exploatarea Tunisiei și angajamentul Franței că va păstra cultura italiană în Corsica, fără asimilarea culturală a populației locale. Francezii au refuzat cererile, considerând că adevăratele scopuri ale italienilor vizau ocuparea orașelor Nisei, Corsicei, Tunisiei și Djibutiului. Pe 30 noiembrie 1938, ministrul afacerilor externe italian Galeazzo Ciano a vorbit în Camera deputaților despre „aspirațiile naturale ale poporului italian”. Deputații i-au întâmpinat discursul cu aclamații „Nisa!Corsica! Savoia! Tunisia! Djibuti! Malta!” Mai târziu în cursul aceleiași zile, Mussolini a vorbit membrilor Marelui Consiliu al Fascismului despre „tema a ceea ce el numea scopurile imediate ale dinamismului fascist”: Albania, Tunisia, Corsica, (teritoriu al Franței), Ticino, (un canton al Elveției) și tot „teritoriul francez de la est de râul Var”, inclusiv Nisa, dar nu și Savoia.
Începând cu anul 1939, Mussolini a afirmat public de mai multe ori că Italia are nevoie de un acces neîngrădit la oceanele lumii prin linii de transport naval care să îi asigure suveranitatea națională. Pe 4 februarie 1939, Mussolini s-a adresat Marelui Consiliu al Fascismului în cadrul unei sesiuni speciale. El a ținut un discurs având ca subiect relațiile internaționale și obiectivele politicii sale externe, „care poate fi comparată cu dispoziția celebră a lui Hitler, consemnată de colonelul Hossbach”. El a început prin aprecierea că gradul de libertate a unei țări este proporțională cu puterea marinei sale. După aceasta, dictatorul a continuat cu „obișnuita lamentare că Italia este prizonieră în Mediterana”. El a desemnat Corsica, Tunisia, Malta și Ciprul ca fiind „gratiile acestei închisori” și a descris Gibraltarul și Suezul ca fiind gardienii pușcăriei. Pentru neutralizarea controlului britanic în Mediterana, bazele din Cipru, Gibraltar, Malta și Egipt (prin care controla Suezul) trebuiau distruse. Pe 31 martie, Mussolini a afirmat că „Italia nu va fi cu adevărat o națiune independentă atâta vreme cât va avea Corsica, Bizerta, Malta drept gratii ale închisorii mediteraneene și Gibraltarul și Suezul pe post de ziduri.” Politica externă fascistă pornea de la premiza că, mai devreme sau mai târziu, democrațiile occidentale – Regatul Unit și Franța în principal – trebuie să fie înfruntate. Cuceririle armate ale Italiei, Africa de Nord și Răsăriteană, separate de Sudanul Anglo-Egiptean, trebuiau să fie legate printr-un coridor sigur, iar închisoarea mediteraneană trebuia distrusă. După aceea, Italia putea să mărșăluiască „ori spre Oceanul Indian prin Sudan și Abisinia, ori spre Atlantic prin Africa de Nord Franceză”.
Responsabilii militari italieni concepuseră încă din septembrie 1938 planuri pentru invadarea Albaniei. Pe 7 aprilie, trupele italiene au invadat Albania și în doar trei zile au ocupat țara aproape în întregime. Albania a fost cucerită pentru că putea reprezenta acel „spațiu vital” necesar pentru rezolvarea problemei suprapopulației din peninsulă, dar și pentru că era o bună bază de plecare pentru acțiunile din Balcani. Pe 22 mai 1939, Italia și Germania au semnat Pactul de Oțel, o alianță militară. Semnarea pactului a reprezentat apogeul relațiilor germano-italiene de până atunci, iar caracterul său agresiv nu a putut fi mascat. Practic, pactul era destinat pentru ducerea unui „război comun împotriva Franței și Britaniei”, deși liderii italieni nu considerau că un asemenea conflict va avea loc în viitorul imediat. În ciuda părerii italienilor, pactul nu făcea referința la nicio perioadă de pace, Germania fiind în plin proces de pregătire a atacului împotriva Poloniei.

### Bătălia Franței
Pe 1 septembrie 1939, Germania a atacat Polonia. După o lună de război, Polonia a fost complet înfrântă. În vestul Europei a izbucnit „Războiul ciudat” între aliați și Germania. Pe 10 mai, această perioadă de relativă inactivitate pe frontul de vest a încetat, germanii lansând  „Fall Gelb” – ofensiva terestră împotriva Franței. Din motive de strategie militară, Germania a atacat de asemenea și statele neutre din zonă – Belgia, Țările de Jos și Luxemburgul. Până la sfârșitul lunii mai, Țările de Jos și Luxemburgul fuseseră cucerite de germani.

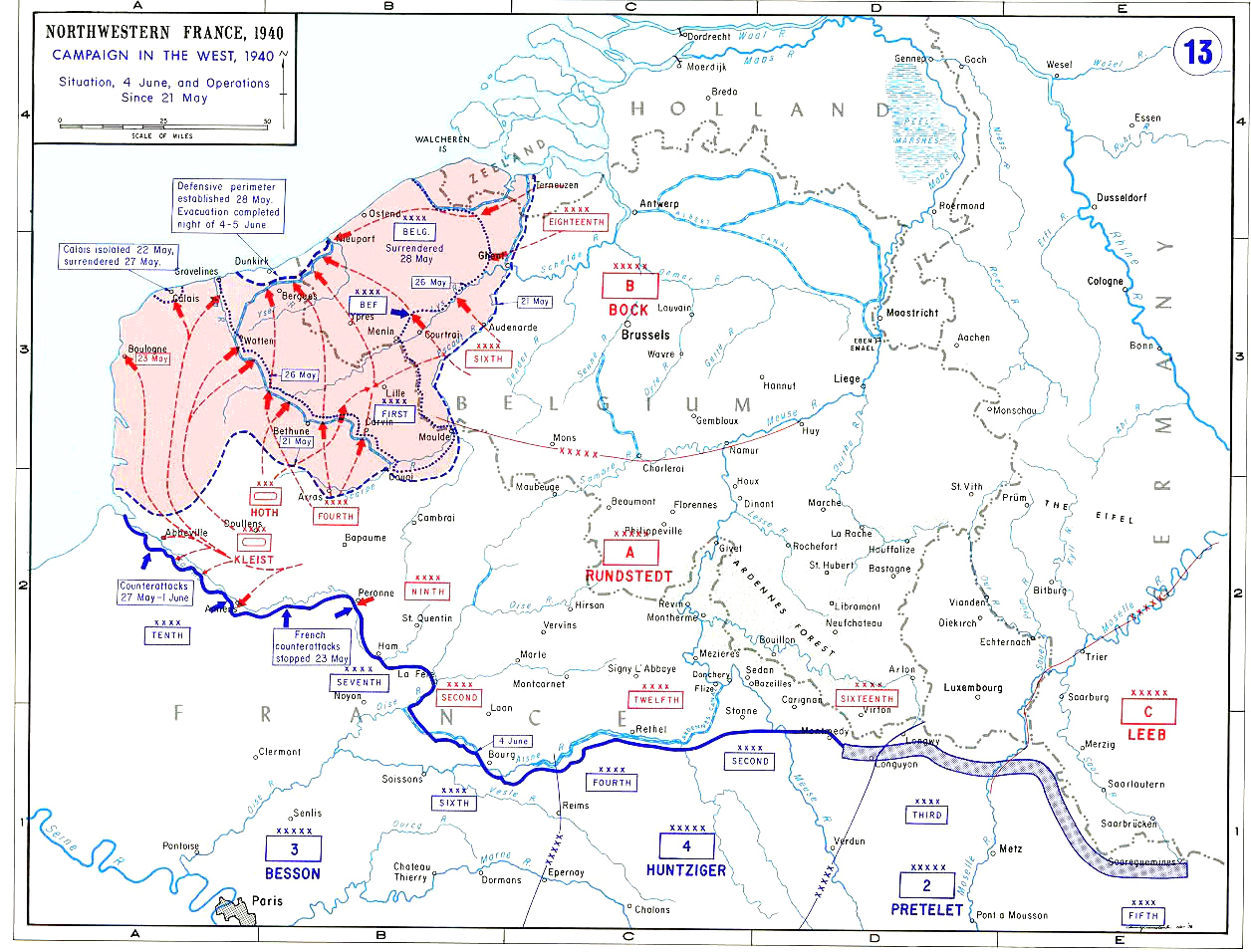
Situația frontului pe 4 iunie. Forțele britanice, belgiene și franceze din nord fuseseră încercuite la Dunkerque, iar restul armatelor franceze luaseră poziții defensive pentru apărarea Parisului.

De-a lungul deceniului al patrulea, Franța construise o serie de fortificații – Linia Maginot – de-a lungul frontierei cu Germania. Aceste fortificații fuseseră concepute pentru respingerea oricărui atac german în zona frontierei comune și să contracareze un atac asupra Belgiei, care putea fi ajutată de cele mai bune divizii ale forțelor terestre franceze. Strategii francezi considerau că realizarea acestui sistem defensiv avea să ducă la desfășurarea oricărui viitor război departe de teritoriul național francez, evitând astfel repetarea marilor distrugeri din timpul primului conflict mondial. Secțiunea principală a Liniei Maginot se întindea de la granița cu Elveția până la Longwy. Regiunea din vecinătatea nordică era acoperită de zona puternic împădurită a Ardenilor. Generalul francez Philippe Pétain considera Ardenii „impenetrabili” dacă erau luate „măsuri speciale”. Dacă inamicul ar fi atac prin zona împădurită, el și-ar fi expus trupele primejdiei încercuirii și distrugerii. Comandantul suprem francez, Maurice Gamelin, avea o părere asemănătoare, considerând că posibilitatea declanșării unui atac german prin Ardeni este redusă, condițiile din zonă fiind defavorabile unor operațiuni militare de amploare. 
Jocurile de război din 1938, în care a fost luat în considerație un atac al blindatelor germane prin Ardeni, i-a convins pe militarii francezi că regiunea este extrem de greu de nestrăbătut și, dacă se lua în considerație și obstacolul natural reprezentat de râul Meuse, apărătorii ar fi avut timp suficient să aducă în zonă trupe care să respingă un atac. Dată fiind această concluzie, zona a fost lăsată slab pregătită pentru apărare. Planul german prevedea înaintarea prin Ardeni a unei forțe blindate numeroase, care avea apoi să atace spre Canalul Mânecii, încercuind armatele aliate în Belgia, împiedicându-le astfel să primească întăriri în oameni și materiale din Franța.
Pe 13 mai, după ce traversaseră Ardenii, germanii au străpuns liniile franceze și au traversat Meuse la Sedan. Germanii au reușit să încercuiască rapid armatele aliate din nord. Pe 25 mai, forțele anglo-franceze prinse în capcana pe litoralul Canalului Mânecii au început evacuarea din Dunkerque, abandonându-și echipamentul greu în timpul acestei operațiuni. După evacuarea aliaților de la Dunkerque, germanii și-au continuat ofensiva spre Paris. Cele peste 60 de divizii germane, față de cel 40 franceze din nord, au reușit să spargă linia defensivă aliată de pe râul Somme până pe 6 iunie. Două zile mai târziu, parizienii puteau auzi bubuiturile tunurilor de pe front. Pe 9 iunie, germanii au cucerit orașul Rouen, din Normandia Superioară. A doua zi, guvernul francez a abandonat Parisul, pe care l-a proclamat oraș deschis, și s-a refugiat la Bordeaux.

### Decizia Italiei pentru intrarea în război

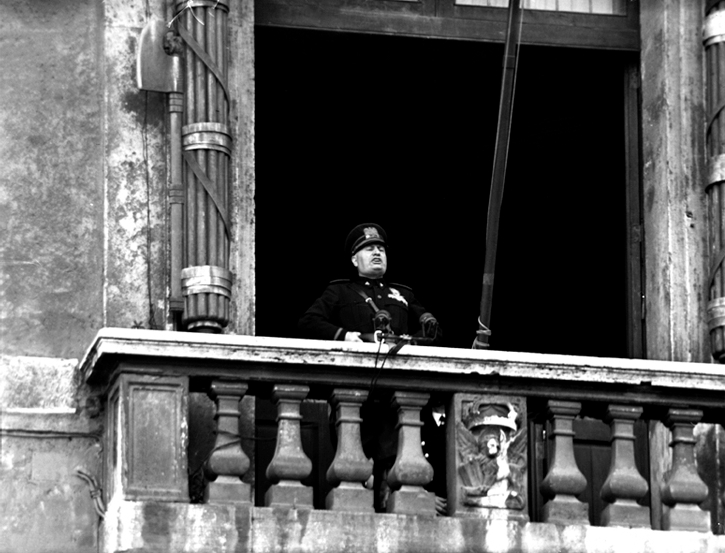
Mussolini anunțând decizia declarării războiului din balconul Palazzo Venezia din Rome

Pe 23 ianuarie 1940, Mussolini a remarcat „chiar și azi am fi capabili să pornim și să susținem un… război paralel”. El se referea la un război cu Regatul Iugoslaviei după ce ministrul de externe Ciano se întâlnise cu dizidentul croat Ante Pavelić. Un război cu Iugoslavia ar fi fost terminat până la sfârșitul lunii aprilie. Pe 26 mai, Mussolini l-a informat pe mareșalii Pietro Badoglio, șeful Marelui Stat Major, și Italo Balbo că are intenția să se alăture Germaniei în războiul împotriva Franței și Regatului Unit. Din acest motiv, negociatorii italieni trebuie să fie gata să se așeze la masa tratativelor după victoria Axei. 
Cei doi mareșali au încercat fără succes să îl convingă pe Mussolini că decizia sa nu era una înțeleaptă, ținând seama de faptul că armata italiană nu era pregătită de război, diviziile nu erau la capacitate maximă de luptă, trupele nu erau suficient echipate, imperiul era încă nepregătit, iar navele flotei comerciale erau risipite print oceanele lumii. Pe 5 iunie, Mussolini i-a spus lui Badoglio, „Am nevoie doar de câteva mii de morți ca să pot să stau la conferința de pace ca un om care a luptat”. Paul Paillole, în 1940 căpitan al serviciilor de contrainformații franceze, afirmă în memoriile sale că a fost avertizat despre iminența declarației de război italiene încă de pe 6 iunie. Maiorul Navale, un ofițer italian de contrainformații s-a întâlnit cu Paillole la Pont Saint-Louis pentru discutarea unui schimb de spioni. Când francezul i-a refuzat oferta, maiorul italian l-a avertizat că mai au la dispoziție doar patru zile pentru rezolvarea problemei mai înainte de declararea războiului.
Pe 10 iunie, Ciano și-a informat ambasadorii din Londra și Paris că o declarație de război va fi prezentată ambasadorilor britanic și francez la Roma la 16:30, ora locală. Când Ciano a prezentat declarația de război ambasadorului francez André François-Poncet, acesta a fost alarmat, în vreme ce britanicul Sir Percy Loraine „nici măcar nu a clipit” (după cum a notat ministrul italian in jurnalul propriu). . Declarația de război intra în vigoare la miezul nopții de 10/11 iunie. Celelalte ambasade ale Italiei au fost informate cu privire la starea de război la scurtă vreme după ora 0. François-Poncet avea să spună despre declarația italiană de război că este un „pumnal înfipt într-un om care este deja căzut, iar președintele american Franklin Delano Roosevelt a remarcat că „mâna care a ținut pumnalul și-a înjunghiat pe la spate vecinul”. François-Poncet și atașatul militar francez la Roma, generalul Henri Parisot, au declarat că Franța nu ar fi declanșat un „război inopinat” (guerre brusquée), ceea ce înseamnă că francezii nu planificaseră o ofensivă împotriva Italiei, având în vedere diminuarea resurselor militare ale țării.
Mai târziu în cursul aceleiași zile, Mussolini s-a adresat mulțimii din fața Palazzo Venezia  din Roma. El a declarat că a implicat țara în război pentru rectificarea frontierelor sale maritime.  Motivele reale ale lui Mussolini pentru participarea la război au fost subiect de dezbateri istorice, cercetătorii fiind de acord că acestea au fost de natură imperialistă și oportunistă.

## Pregătirile de luptă

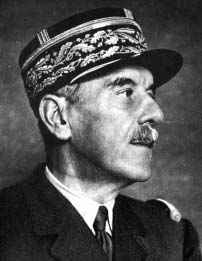
Generalul René Olry comandantul armatei franceze din Alpi

### Aliații
Până în septembrie 1939, frontul din Alpi era apărat de Armata a 6-a franceză comandată de generalul Antoine Besson. Generalul Besson avea în subordine 11 divizii cu 550.000 de oameni, mai mult decât suficient pentru apărarea acestei zone bine fortificate. În octombrie, Armata a 6-a a fost redusă la nivelul unui detașament de armată (détachement d'armée) și a fost redenumită „Armata Alpilor” (Armée des Alpes)și trecută sub comanda generalului René Olry. În eventualitatea unui război cu Italia, în august 1938 a fost conceput la insistențele generalilor Gaston Billotte și Maurice Gamelin un plan pentru „ofensiva generală pe frontul din Alpi” (offensive d'ensemble sur le front des Alpes). Detașamentul de armată francez a fost prin urmare desfășurat pentru acțiuni ofensive în septembrie 1939. Olry a primit însă ordin să nu atace pozițiile italiene decât dacă francezii erau atacați mai întâi.
În decembrie 1939, toate trupele mobile din Alpi au fost mutate de sub comanda lui Orly în nord, pe frontul principal cu Germania, iar statul lui major a fost mult redus. Sub comanda generalului Olry au mai rămas „trei divizii de infanterie montană, câteva batalioane independente de infanterie montană, semibrigăzile fortărețelor alpine și două semibrigăzi  de chasseur alpini (vânători de munte)”, adică un total de 175.000 – 185.000 de oameni. Dintre aceștia, doar 85.000 de militari erau plasați pe frontieră – 81.000 de oameni grupați în 46 de batalioane, sprijinite de 65 de grupuri de artilerie pe frontiera cu Italia și 4.500 de oameni sprijiniți de grupuri de artilerie de pe frontiera cu Elveția. Forțele care rămăseseră sub comanda lui  Olry erau în general divizii de rezervă de serie B, trupe de linia a doua, formate în general din rezerviști de 40-50 de ani. Diviziile de serie B erau aveau o prioritate scăzută la dotarea cu echipamente noi. În plus, soldații acestor divizii aveau probleme legate de calitatea pregătirii militare asigurate de-a lungul anilor. Totuși, Armata Alpilor dispunea de 86 de plutoane de 35-40 de militari  sections d'éclaireurs-skieurs (SES). Aceste plutoane erau formate din vânători de munte de elită, special antrenați pentru luptele alpine, buni schiori, cățărători și bine echipați.

Mica Linie Maginot
1: Sectorul fortificat al Savoiei (La Tarentaise)
2–6: Sectorul fortificat al Savoiei (La Maurienne):
7–12: Sectorul fortificat al Dauphinéului
14–27: Sectorul fortificat al Alpilor Maritimi

În afară de aceste forțe, defensiva franceză se baza pe fortificațiile cunoscute ca Linia Alpină sau „Mica Linie Magionot”. Față de Linia Maginot care trebuia să facă față unui atac german, fortificațiile din Alpi nu formau o linie continuă de forturi. În sectorul fortificat Dauphiné, mai multe trecători asigurau tranzitul peste Alpi între Italia și Franța. Pentru apărarea acestor trecători, francezii construiseră nouă buncăre de artilerie și zece de infanterie. În sectorul fortificat al Alpilor Maritimi, terenul era mai puțin accidentat și era considerată ca cea mai bună cale pentru declanșarea unei invazii italiene. Din acest motiv, pe o distanță de 35 km dintre malul mării și zona montană mai greu accesibilă, francezii construiseră 13 buncăre de artilerie și 12 forturi de infanterie. De-a lungul frontierei, în fața fortificațiilor principale, fuseseră construite poziții întărite și cazemate. Mai trebuie amintit că, în momentul izbucnirii luptelor, existau poziții întărite ale Micii Linii Maginot care nu fuseseră încă finalizate și, prin comparație cu fortificațiile de pe Linia Maginot, acelea de pe Linia Alpină erau mai mici și nu la fel de puternic fortificate.
Pe 31 mai, Consiliul suprem de război interaliat a decis că, dacă Roma intră în război alături de Germania, aviația aliată trebuia să execute atacuri împotriva țintelor industriale și petroliere din nordul Italiei. Pentru acest scop, francezii au oferit avioanelor RAF accesul pe două aerodromuri, de la nord de Marsilia. Britanicii au organizat aici baze înaintate operaționale și de realimentare cu combustibil. La Marsilia au sosit cartierele generale ale Grupului de aviație nr. 71 pe 3 iunie. Acest grup de bombardament era dotat cu avioane Whitley și Wellington din escadrilele nr 10, 51, 58, 77, 102 și 149. La rândul lor, francezii își pregătiseră Armata Aeriană (Armée de l'Air) pentru un eventual atac al italienilor în Alpi. Aceste unități au format Zona Operațiunilor Aeriene din Alpi (Zone d'Opérations Aériennes des Alpes, ZOAA), cu cartierul general la aeroportul Valence. Din fericire pentru francezi, serviciile italiene de informații militare Servizio Informazioni Militari (SIM) au supraestimat efectivele aeriene aliate din teatrele de operațiuni mediteranean și alpin. De fapt, în zonă se aflau mult mai puține avioane decât estimau italienii, numeroase aparate de zbor fiind retrase pentru ca să facă față atacului de pe frontul german. În  ZOAA mai acționau doar 70 de avioane de vânătoare, 40 de bombardiere și 20 de avioane de recunoaștere. Lor li se adăugau 28 de bombardiere, 38 de avioane lansatoare de torpile și 14 avioane de vânătoare ale marinei și 3 avioane de vânătoare și 30 de alte aparate de zbor cantonate în Corsica. Estimările italiene se ridicau la peste 2.000 de avioane franceze pe frontul din Alpi și Mediterana,, la care s-ar fi adăugat peste 620 de avioane britanice în Mediterana. SIM a estimat eronat și efectivele franceze din Alpi la 12 divizii, în condițiile în care ele se ridicau în iunie la cel mult 6 divizii.

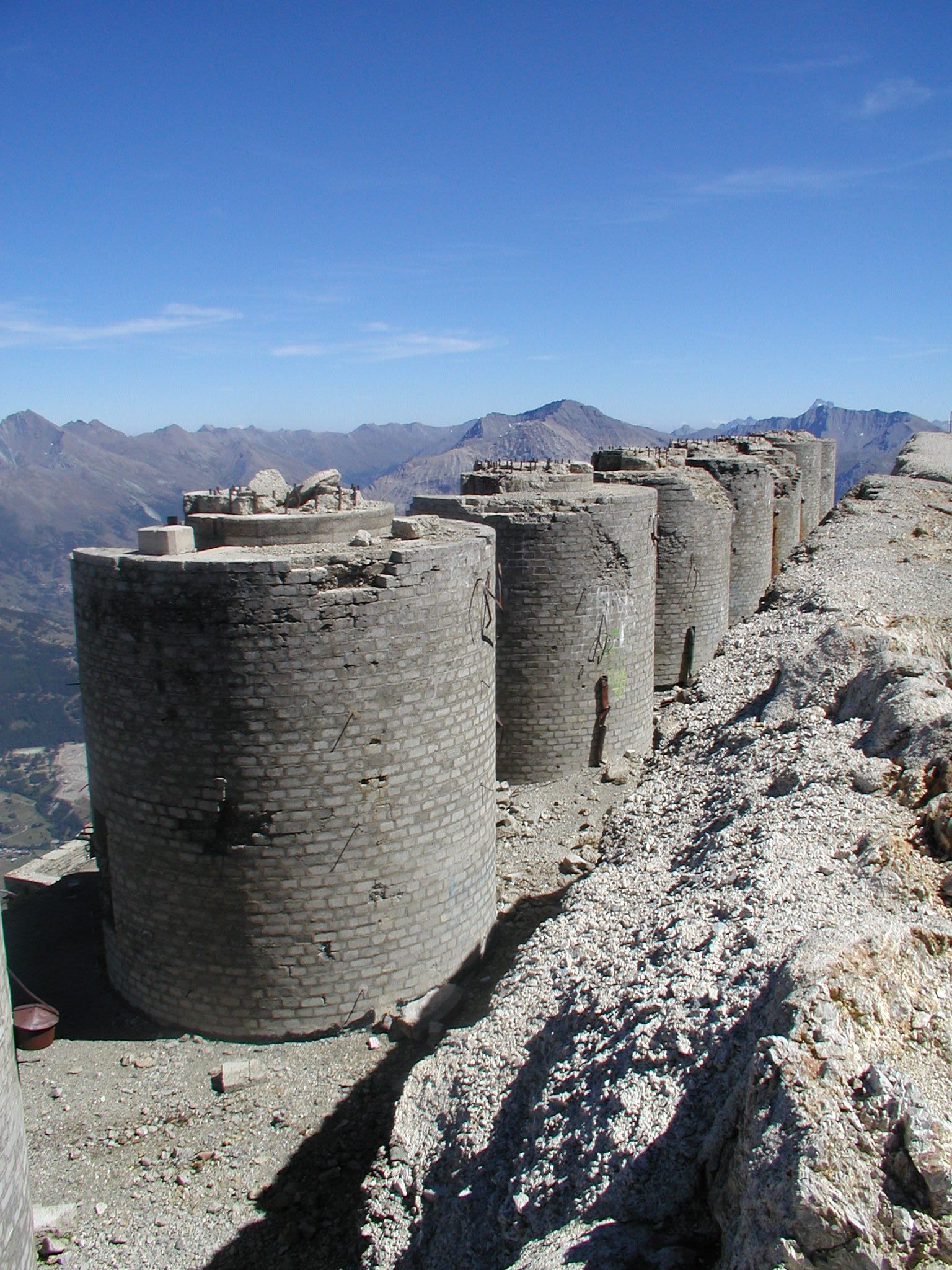
Turele de artilerie distruse ale fortului Chaberton.

### Italienii
Italienii dispuneau de o serie de fortificații de-a lungul frontierei terestre care purta numele generic „Zidul Alpin” (Vallo Alpino). În 1939, secțiunile acestui sistem de fortificații care se aflau pe frontiera cu Franța avea 460 de opere complete cu 133 piese de artilerie. Dată fiind hotărârea lui Mussolini de a intra în război, lucrările de construcție au continuat zi și  noapte de-a lungul întregului Zid Alpin, chiar și pe frontiera cu Germania. Zidul Alpin a fost apărat de Guardia alla Frontiera (GAF). Frontul occidental a fost împărțit în zece sectoare și un sub-sector autonom. Când Italia a intrat în război, sectoarele I și V au trecut sub comanda Corpului XV, sectoarele s II, III și IV sub comanda Corpului II, iar VI, VII, VIII, IX și X sub comanda Corpului I.
În perioada interbelică, efectivele forțelor armate italiene au variat foarte mult datorită valurilor de mobilizări și demobilizări. În momentul intrării în război a Italiei, erau mobilizați peste 1.500.000 de oameni. Regio Esercito (Armata Regală Italiană) a organizat din acest flux de recruți 73 de divizii. Dintre acestea, doar 19 aveau efectivele complete și erau gata de luptă. Alte 32 de divizii se aflau în diferite etape de pregătire și puteau fi folosite la nevoie în lupte, în timp ce restul nu erau încă.
Italia era pregătită că, în caz de război, să desfășoare un lupte simultane defensive pe fronturile francez și iugoslav, pentru apărare pe frontul francez în cazul unei agresiunea Parisului, sau pentru o ofensivă în Iugoslavia, în condițiile neutralității franceze. Nu existau planuri pentru o ofensivă împotriva Franței. Pe frontiera cu Franța, fuseseră mobilizate 18 divizii de infanterie și patru divizii de vânători de munte, aproximativ 300.000 de oameni în toatal. Aceste divizii ocupaseră poziții defensive, în principal la intrarea în văi, cu artileria poziționată astfel încât să poată lovi ținte din interiorul teritoriului inamic. Unitățile italiene nu erau pregătite să ia cu asalt fortificațiile franceze, iar poziționarea lor în teren nu s-a modificat până în iunie 1940. Trupele italiene erau organizate în două armate – I și IV – aflate sub comanda generalului  Umberto di Savoia din cadrul Grupului de Armată Vest (Gruppo Armate Ovest). Armata a 7-a era ținută în rezervă la Torino. Tot în rezervă erau ținute alte zece divizii mobile – „Armata Padului”, redenumită mai apoi Armata a 6-a.
Trebuie spus însă că în cazul ultimelor divizii, procesul de mobilizare era încă în desfășurare și ele nu erau gata de luptă. Pentru sprijinirea Grupului de Armată Vest fuseseră repartizate 3.000 de piese de artilerie și două regimente independente de blindate. După declanșarea luptelor, a fost asigurat și sprijinul Diviziei a 133-a blindate Littorio, ceea ce a făcut ca numărul total al tancurilor din zonă să se ridice la aproximativ 200. Divizia  Littorio fusese dotată cu 70 de tancuri medii noi M11/39 cu puțină vreme înainte de izbucnirea războiului.
În ciuda unei superiorități numerice evidente, eficacitatea trupelor italiene era redusă din mai multe motive. De-a lungul deceniului al patrulea, armata italiană elaborase o nouă doctrină militară, cea a războiului de manevră. Noua doctrină prevedea acțiuni rapide de înaintare a forțelor proprii, sprijinite de sprijinul puternic al artileriei. Începând cu anul 1938, generalul l Alberto Pariani a inițiat o serie de reforme care au modificat în mod radical organizarea forțelor terestre. Până în anul 1940, toate diviziile italiene fuseseră modificate din formă „triangulară” (cu trei regimente de manevră) în cea „binară” (cu două regimente de manevră). Efectivele diviziilor compuse acum doar din două regimente de manevră scăzuseră la aproximativ 7.000 de militari, mai mici decât efectivele diviziilor franceze. De asemenea, numărul pieselor de artilerie repartizate a fost redus, fiecare divizie având în componență acum un singur  regiment de artilerie, comparativ cu cele trei sau patru ale francezilor. Reformele lui Pariani au pus pe primul plan atacul frontal, cu excluderea atacurilor de flanc și spate. În plus, comandanților forțelor terestre din prima linie le-a fost interzis să comunice direct cu omologii lor din aviație sau marină, ceea ce făcea aproape imposibilă colaborarea inter-arme.

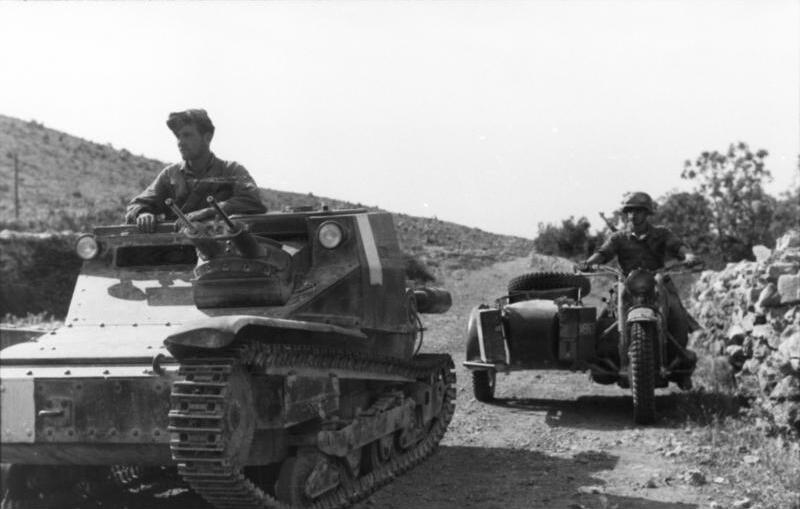
Un tanc italian L3/35, model care a fost folosit în timpul luptelor din Franța. Această poză a fost făcută în 1941, în timpul campaniei din Iugoslavia.

Mareșalul Rodolfo Graziani se plânsese de faptul că, în lipsa vehiculelor motorizate, armata italiană avea să fie incapabilă să desfășoare un război mobil, asemănător cu ceea ce prevăzuseră germanii. Italienii aveau probleme și în cazul dotării cu arme și echipamente militare, care erau per total inferioare celor franceze . După începerea invaziei, a fost emisă o circulară prin care se cerea încartiruirea soldaților în case particulare ori de câte ori era posibil, datorită crizei de corturi. Unitățile de blindate italiene erau dotate în special cu tanchete L3/35, protejate de un blindaj ușor, incapabil să reziste focului mitralierelor grele inamice. Aceste modele erau deja depășite din punct de vedere tehnic în 1940, iar istoricii italieni le descriu unanim ca fiind „nefolositoare”. Conform unui studiu, aproximativ 70% dintre defecțiunile motoarelor tanchetelor erau datorate proastei pregătiri a conductorilor. Probleme asemănătoare existau și în cadrul unităților de artilerie. Din totalul de 7.970 de piese de artilerie, doar 246 erau modernă, de producție recentă. Restul pieselor de artilerie erau modele vechi, unele de 40 de ani, luate de la armata austro-ungară la sfârșitul primei conflagrații mondiale.
Regia Aeronautica dispunea în momentul declanșării războiului de cea de-a treia flotă de bombardament din lume. Aviația de bombardament fusese un puternic simbol al modernizării fasciste și era cea mai prestigioasă ramură a forțelor armate italiene și, de asemenea, cea mai bine pregătită de luptă, dat fiind faptul că participase în urmă cu doar puțină vreme la Războiul civil din Spania.
1a Squadra Aerea din nordul Italiei era cea mai bine echipată și cea mai puternică squadre aeree, fiind responsabilă de sprijinirea operațiunilor de pe frontul din Alpi.
Apărarea aeriană italiană era slabă. La începutul lunii august 1939, Italia a cerut Germaniei livrarea a 150 de baterii de tunuri antiaeriene de 88 mm. Cererea a fost reiterată în martie 1940, dar declinată de germani pe 8 iunie. Pe 13 iunie, Mussolini s-a oferit să trimită o divizie blindată italiană în sprijinul trupelor germane care atacau Franța în schimbul a 50 de baterii de tunuri antiaeriene. Și această ofertă a fost refuzată de germani.

## Bătălia
Pe 26 mai, generalul Olry l-a informat pe prefectul orașului Menton, cea mai importantă localitate de pe frontiera franco-belgiană, că locuitorii trebuiau să fie evacuați în cursul nopții, când avea să fie dat ordinul său. Ordinul de evacuare a fost dat pe 3 iunie, iar operațiunea s-a desfășurat în următoarele două nopți. În seara zilei de 10 iunie, după declararea războiului, trupele franceze au fost trecute în stare de luptă, părăsindu-și cazarmele și ocupând pozițiile defensive ordonate. Geniștii francezi au distrus după această dată căile de comunicație care traversau frontiera cu Italia. Pentru restul scurtului război cu Italia, francezii nu au întreprins nico acțiune ofensivă.
Pe 29 mai, Mussolini l-a convins pe regele Victor Emmanuel al III-lea, care era din punct de vedere constituțional comandantul suprem al forțelor armate italiene, să îi delege Ducelui principalele prerogative,. Pe 4 iunie, Badoglio i se adresa deja lui Mussolini cu titulatura de „comandant suprem”. Pe 11 iunie, regele a emis o proclamație către armată prin care îl numea pe Mussolini „comandat suprem al forțelor armate care luptă pe toate fronturile.”  Din punct de vedere juridic, această proclamație era lipsită de putere, nefiind un decret regal. Din punct de vedere tehnic, proclamația restrângea comanda lui Mussolini doar la forțele aflate în luptă, dar aceasta nu a influențat în niciun fel puterea dictatorului italian. Pe 4 iunie, Mussolini a emis un document prin a schițat noile responsabilități pentru Stato Maggiore Generale (pe scurt Stamage) – să transforme directivele sale strategice în ordine de luptă pentru comandanții militari. Pe 7 iunie, Superesercito (Comandamentul suprem italian) a dat ordin Grupului de Armată Vest să păstreze un „comportament absolut defensiv, atât pe pământ cât și [în] aer”,, ceea ce arăta îndoielile înalților responsabili militari cu privire la declarațiile lui Mussolini cu privire la cele „câteva mii de morți” necesari participării la negocierile de pace. Două zile mai târziu, Stato Maggiore del Regio Esercito (Statul Major la Armatei terestre) a dat ordin grupului de armată să își întărească capacitatea apărării antiaeriene. În fapt, nu fusese plănuit sau ordonat niciun atac pentru a doua zi, zi în care a fost declarată starea de război.

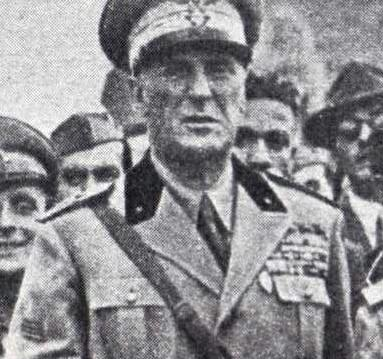
Mareșalul Graziani, șeful Statului Major al Regio Esercito și comandat de facto comandant al trupelor din Alpi

Mareșalul Graziani, ca șef al Marelui  Stat Major, a plecat pe front să preia conducerea luptelor după 10 iunie. Lui i s-a alăturat subsecretarul de stat, generalul Ubaldo Soddu, care nu avea nicio comandă operațională, dar care servea ca ofițer de legătură al lui Mussolini cu frontul. În aceste condiții, Soddu a fost numit pe 13 iunie adjunct al șefului Marelui Stat Major. Aghiotantul lui Graziani, generalul Mario Roatta, a rămas la Roma să transmită ordinele lui Mussolini pentru front. Numeroase dintre ordinele lui Roatta, precum „fiți pe urmele inamicului; cu curaj, cutezător, în urmărire”, au fost rapid contrazise de Graziani. Graziani se aștepta ca ofensiva din Alpi să se încheie cu un eșec și, pentru a-și salva poziția pe de-o parte și pentru a arunca vina asupra altora, subordonați și superiori, pe de altă parte, el a păstrat toate minutele întâlnirilor sale de Stat major din iunie 1940.

### Campania aeriană
În primul atac aerian al intervenției italiene, bombardierele  Savoia-Marchetti SM.79 din cadrul 2a Squadra Aerea (Sicilia și Pantelleria) escortate de avioane de vânătoare au efectuat două raiduri asupra insulei Malta pe 11 iunie. Aceste atacuri au fost începutul asediul Maltei, care s-a încheiat în 1942. Primul raid a fost efectuat de 55 de bombardamente. Apărarea antiaeriană malteză a raportat însă atacul a maximum 20 de bombardiere, ceea ce sugerează faptul că cele mai multe bombardiere italiene nu au reușit să își găsească țintele. Raidul din seara aceleiași zile a fost efectuat de 38 de bombardiere. Pe 12 iunie, bombardierele SM.79 din Sardinia au atacat obiective ale francezilor din nordul Tunisiei și, pe 13 iunie, 33 bombardiere SM.79 din cadrul 2a Squadra Aerea a atacat aeroporturile tunisiene.  În aceeași zi, bombardierele Fiat BR.20 și CR.42 din cadrul 1a Squadra Aerea (nordul Italiei) au efectuat primele raiduri împotriva Franței metropolitane, bombardând aerodromurile din ZOAA, în vreme ce 3a Squadra Aerea (Italia centrală) a atacat instalațiile portuare și vasele de transport franceze de pe litoralul Mediteranei.
Imediat după declarația de război, Haddock Force a început pregătirile pentru executarea unor raiduri de bombardament. Francezii, de teama represaliilor italiene, au blocat pistele de decolare, pentru împiedicarea raidurilor britanice. Această măsură nu i-a descurajat pe britanici. În noaptea de 11 iunie, 32 de bombardiere RAF au decolat de pe bazele din Yorkshire pentru ca să atace ținte din Torino, centrul industrial italian. Bombardierele s-au reaprovizionat cu combustibil în Insulele Canalului. Cele mai multe bombardiere au fost forțate de condițiile meteo din zona Alpilor să se reîntoarcă fără să își îndeplinească misiunea. În primele ore ale zilei de 12 iunie, zece bombardiere au reușit să atace Torino, iar alte două au bombardat Genova. Apărarea antiaeriană nu a reușit să detecteze bombardierele britanice până în momentul în care acestea au ajuns deasupra țintelor. Operatorii de pe aerodromul Caselle din Torino au confundat bombardierele cu propriile avioane decolate din Udine și au aprins luminile de aterizare de pe pistă. La Torino, bombardierele britanice nu au reușit să distrugă nicio țintă industrială, au ucis 15 civili  și au părăsit zona fără să fie atinse de apărarea antiaeriană italiană.
Pe 15 iunie, francezii le-au permis britanicilor din Haddock Force să acționeze în sfârșit. Opt bombardiere Wellington au decolat pentru bombardarea obiectivelor militare din Genova. Datorită condițiilor meteo și a problemelor legate de identificare a țintelor, doar un bombardier a reușit să își lanseze bombele, restul întorcându-se la bază fără să fi executat un atac. În noaptea de 16/17 iunie, bombardierele din  Haddock Force au executat ultimele misiuni. Nouă bombardiere au decolat urmând să atace ținte din Italia, dar doar cinci dintre ele au reușit să își găsească obiectivele. După această dată, datorită deteriorării situației din Franța, cei 950 de oameni ai Haddock Force au fost retrași pe calea apelor din Marsilia. Echipamentele și magaziile britanicilor au fost abandonate. Bombardierele britanice au lansat fluturași de propagandă asupra Romei în care se spunea:

„Franța nu are nimic cu voi. Depuneți armele și Franța va face la fel.”
„Femei ale Italiei! Fii, soții și iubiții voștri nu au plecat să își apere țara. Ei au mor pentru satisfacerea mândriei unui singur bărbat”.
„Victorioși sau învinși, veți suferi de foame, mizerie și sclavie.” 

Din bazele lor din Africa de Nord Franceză, Armée de l'Air a bombardat Cagliari, Trapani (22 iunie) și Palermo (23 iunie). Douăzeci de civili au fost uciși la Trapani și 25 la Palermo. Acestea au fost cele mai grele bombardamente franceze ale teritoriului italian. Cele mai multe bombardiere care au executat aceste raiduri fuseseră retrase de puțină vreme din Franța continentală în fața înaintării germane. Locațiile pe care le-au atacat francezii au fost lipsite de orice importanță strategică. Peste 600 de avioane au fost retrase în Africa până pe 22 iunie, când generalul Charles Noguès, comandantul francez din zonă, a cerut permisiunea să organizeze un atac împotriva Italiei sau Libiei. La început, propunerea sa a fost respinsă.
Pe 15 iunie, 3a Squadra Aerea a trimis mai multe bombardiere SM.79 și G.50 să bombardeze Corsica iar, pe 16 iunie, bombardiere Breda Ba.88 ca să atace aerodromurile de pe insulă. Cea mai violentă bătălie aeriană a campaniei a avut loc în sudul Franței pe 15 iunie, când avioanele de vânătoare franceze D.520 și MB.151 au atacat bombardierele italiene Fiat BR.20 escortate de avioane de vânătoare Fiat CR.42, cu pierderi pentru ambele tabere. Pe 17 iunie, italienii au bombardat centrul orașului Marsilia. În timpul raidului au fost uciși 143 de civili și au fost răniți 136. Portul Marsilia a fost bombardat mai apoi pe 21 iunie în două raiduri, unul diurn și altul nocturn. Au avut loc lupte aeriene și deasupra Tunisiei, fiecare tabără pretinzând că a produs pierderi inamicului. Pe 17 iunie, o forță formată din hidroavioane CANT Z.506B din cadrul 4a Zona Aerea și bombardiere SM.79 au bombardat Bizerte. Ultima operațiune aeriană împotriva Franței a fost întreprinsă de italieni pe 19 iunie, când avioanele din cadrul 2a și  3a Squadre Aeree din Sardinia au bombardat ținte din Corsica și Tunisia. Pe 21 iunie, nouă bombardiere italiene au atacat distrugătorul francez Malin, dar vasul nu a fost atins de nicio bombă. În noaptea de 22/23 iunie, douăsprezece bombardiere Savoia-Marchetti SM.81 decolate de pe aeroporturile din arhipelagul Dodecanez au executat primul bombardament asupra unei baze navale britanice – cea din Alexandria. Un bombardier italian a rămas fără combustibil, prăbușindu-se în mare pe drumul de întoarcere.
În timpul ofensivei generale din 21-24 iunie, Regia Aeronautica a bombardat fortificațiile franceze ale Liniei Alpine, fără să obțină rezultate notabile. Generalul Giuseppe Santoro avea să declare că strategia italiană a fost incoerentă – fortificațiile franceze fuseseră proiectate să reziste proiectilelor grele și erau îngropate parțial în stânca muntelui.
El a notat că hărțile de slabă calitate, fumul și zăpada au crescut dificultățile de identificare a țintelor, iar echipajele nu fuseseră pregătite pentru astfel de operațiuni, nici în timpul pregătirilor din perioada interbelică, nici după izbucnirea războiului. Doar în timpul a 115 dintr-un total de 285 misiuni ale bombardierelor italiene, echipajele au reușit să își identifice corect țintele, lansând 80 t de bombe. În dimineața zilei de 23 iunie, echipajele italiene care aveau ca misiune bateriile de artilerie de la Cap Martin, care țineau sub foc trupele terestre italiene din Menton, au bombardat din greșeală propriile baterii de la Capo Mortola, aflate la 10 km distanță.
Armée de l'Air din sudul Franței nu a participat în nici un fel  la apărarea Liniei Alpine, fiind mai interesată de apărarea propriilor aerodromuri împotriva atacurilor italiene.
Au existat în acea perioadă zvonuri despre mitralierea coloanelor de refugiați de pe drumul Paris – Bordeaux de către aviatorii italieni. Acestea nu au nicio bază reală. Piloții Regia Aeronautica nu s-au aventurat în iunie 1940 mai departe de Provența, iar atacurile lor s-au limitat la obiectivele militare. Rapoartele martorilor oculari cu privire la avioanele cu cocarde tricolore roșu-alb-verde sunt eronate, deoarece forțele aeriene italiene înlocuise aceste însemne cu cele fasciste cu mult înainte de declanșarea luptelor.

### Primele lupte
În timpul zilei de 12 iunie, grupurile SES franceze au traversat frontiera și s-au angajat în lupte de hărțuire cu unitățile italiene în Pasul Maddalena. Un avanpost italian a fost luat prin surprindere, iar un subofițer și doi soldați italieni au fost răniți. Atitudinea defensivă a trupelor italiene s-a modificat după prăbușirea guvernului francez al lui Paul Reynaud pe 15 iunie. De vreme ce succesorul lui Reynaud, Philippe Pétain, era cunoscut ca fiind favorabil unei înțelegeri cu Germania, Mussolini a considerat că este imperativ pentru italieni să treacă la acțiuni ofensive mai înainte ca să se semneze un armistițiu. El a ordonat în această zi Grupului de Armată Vest să se pregătească în trei zile pentru ofensivă – acest termen fiind unul nerealist și prea ambițios. Badoglio a încercat să demonstreze că transformarea dispozitivului trupelor din unul defensiv în unul ofensiv ar dura pe puțin 25 de zile. Din acest motiv, Marele Stat Major a transformat ordinul lui Mussolini în două directive: prima permitea executarea de incursiuni în teritoriul francez, în timp ce cea de-a doua a abrogat planul de așteptare, care era în vigoare atunci, și care viza starea de război cu Regatul Unit și Franța și cu statele neutre Grecia, Turcia și Iugoslavia. P.R. 12 plasase trupele italiene pe poziții defensive. Acesta fusese conceput inițial în ianuarie 1938, fusese actualizat  în aprilie 1939 și din nou în martie 1940. Pe 26 mai, când a fost luată decizia de război, a fost adoptată o ușoară modificare a planului, P.R. 12bis, dar fiind faptul că Iugoslavia era percepută în acel moment ca fiind ostilă. Planul a fost abandonat după ce ministrul de externe Galeazzo Ciano a reușit să îl convingă pe 29 mai pe ambasadorul iugoslav la Roma că Italia nu are intenții de război, iar Grupul de Armate Vest a primit ordinul să profite de un posibil colaps al Armée des Alpes. Pe 17 iunie, Pétain a declart „Cu inima grea, va spun astăzi ca trebuie să încetam lupta”. Italienii au avut din acest moment convingerea că Armata franceză din Alpi era pe punctul să se destrame, dacă nu acest lucru se întâmplase deja. Cartierul General Suprem a crezut în mod greșit că înaintarea germană în valea Ronului îi va forța pe francezi să își evacueze militarii din forturile din Alpi. În ordinul de zi de pe 18 iunie, generalul Paolo Micheletti, comandantul Diviziei I alpine Taurinense, afirma că „nu poate fi anticipată o rezistență puternică, datorită moralului francez zdruncinat”. Micheletti era mai preocupat de zvonurile existenței în zonă a bandelor de exilați politici italieni înarmați cunoscuți ca fuoriusciti, decât de rezistența francezilor.

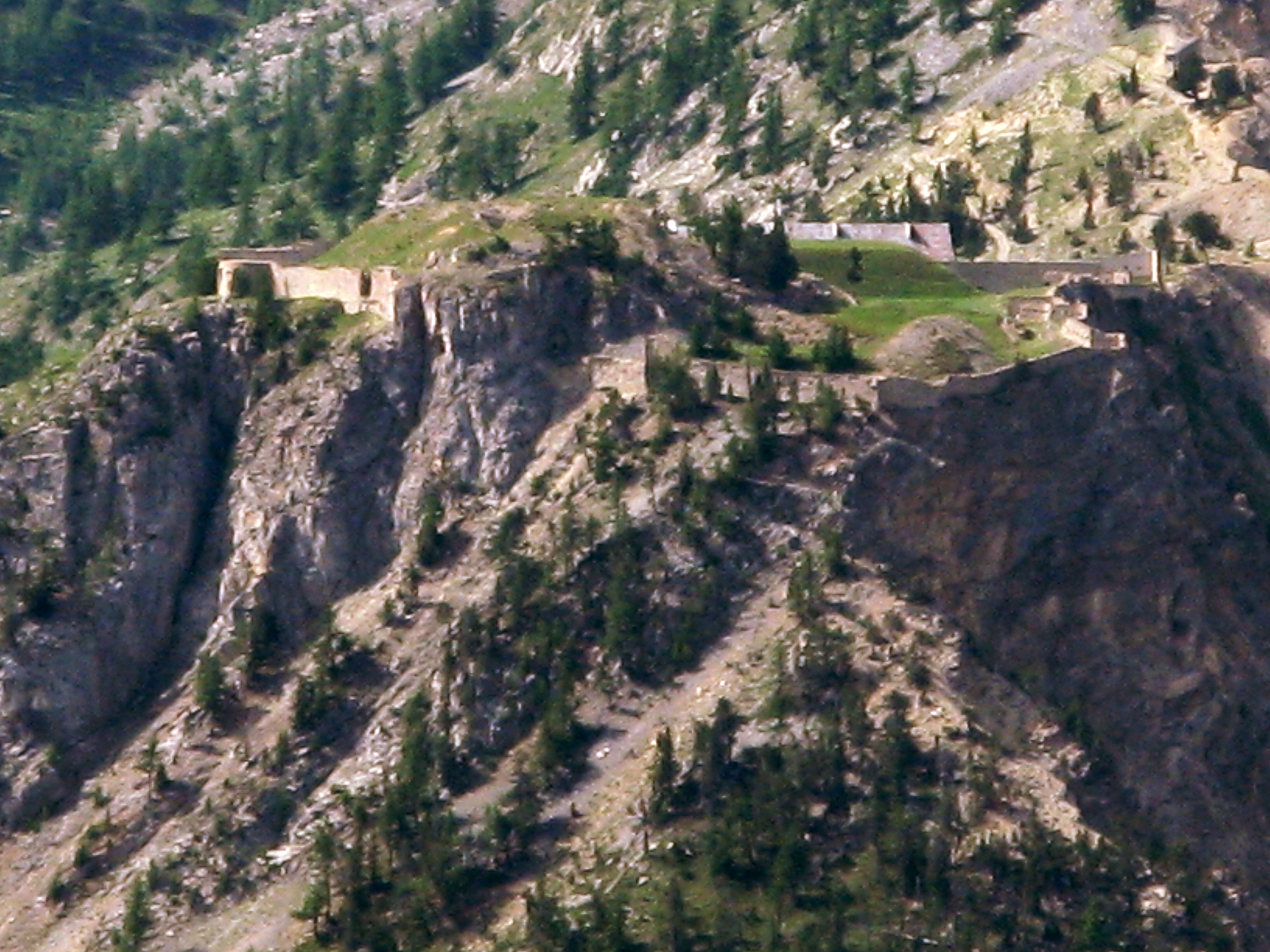
Fortul de l'Olive din Aiguille Rouge

Pe 16 iunie, mareșalul Graziani a dat ordin pentru declanșarea operațiunilor ofensive în zece zile. Au fost planificate trei acțiuni: Operațiunea B prin pasul Petit-Saint-Bernard, Operațiunea M prin pasul Maddalena și Operation R de-a lungul Rivierei. În acea zi, elemente ale Armatei a 4-a italiene au atacat în apropierea orașului Briançon. Imediat după începerea atacului italian, bateriile franceze din fortul de l'Olive au deschis focul asupra fortului italian Bardonecchia. Ca răspuns, tunurile de 149 mm din fortul italian de pe Mont Chaberton—„o structură impresionată pierdută în nori la altitudinea de 3.130 metri” — au bombardat fortul de l'Olive. Bombardamentele italiene au scos din luptă fortul francez în cursul zilei următoare. Pe 18 iunie, tunurile din fortul Chaberton, care domina pasul Montgenèvre, au deschis focul asupra unui mic fort francez - Ouvrage Gondran, de lângă Briançon, pentru sprijinirea atacurilor forțelor terestre italiene. Bombardamentul a avut un efect redus asupra fortului atacat, dar a demoralizat puternic trupele franceze. În cursul acestei zile, Grupul de Armată Vest a primit două ordine contradictorii: „ostilitățile împotriva Franței trebuie suspendate de îndată” și „pregătirile pentru […] operațiunile anunțate mai înainte trebuie să continue în același ritm”. Scopul acestor ordine sunt neclare chiar și în zilele noastre, dar conținutul celui dintâi s-a răspândit rapid în rândurile soldaților italieni, care au început să sărbătorească sfârșitul războiului, existând chiar cazuri de fraternizare cu soldații francezi. Comandanții au primit ordine să explice corect situația trupelor din subordine: ostilitățile aveau să fie reluate în cele din urmă. În acea zi, Mussolini a avut o întâlnire cu  Hitler la  München în timpul căreia dictatorul italian a fost informat că pretențiile pe care le avea asupra orașului Nisa, a Corsicăi și Tunisiei aveau un impact negativ asupra negocierilor germane pentru armistițiu. Urmarea a fost clară – pretențiile italiene aveau să fie sprijinite de Hitler doar dacă armata lui Mussolini avea să obțină victorii decisive pe front.

### Ofensiva navală franceză
Mai înainte ca Italia să declare război, Royal Navy și Marine nationale française concepuseră planuri pentru provocarea la luptă a Regia Marina. Pentru aceasta, britanicii au trimis Flota Mediteraneană spre Malta. Mișcarea avea ca scop secundar testarea eficienței forțelor aeriene și a submarinelor italiene.. Pentru același scop, marina franceză trebuia să atace obiective terestre din zona Genovei, din Marea Tireniană, din sudul Italiei, Sicilia și Insulele Dodecaneze. Flota aliată avea un avantaj sensibil de italieni la capitolul nave de luptă. Amiralul Domenico Cavagnari, șeful statului major al Marinei Italiene, avea se opunea angajării flotei italiene într-o bătălie de amploare cu cele ale aliaților. Cavagnari prefera să utilizeze flota de suprafață pentru minarea Strâmtorii Siciliei, iar flota de submarine pentru un atacuri susținute împotriva flotei aliate de suprafață.
În condițiile în care Franța pierdea continuu pe frontul cu Germania, ofensiva navală gândită de aliați nu a mai fost întreprinsă. În schimb, patru crucișătoare franceze, sprijinite de trei distrugătoare, au efectuat o misiune de patrulare în Marea Egee în primele zile ale războiului, în vreme ce cele mai multe submarine franceze au rămas nefolosite. În locul marșului planificat spre Malta, Royal Navy și-a păstrat vasele în porturile africane.
Pe 12 iunie, elemente ale flotei franceze au plecat în misiune pentru interceptarea unor vase de război germane, despre care aveau informații că ar fi intrat în Mediterana. Până în cele din urmă, aceste informații s-au dovedit incorecte. Navele franceze au intrat în vizorul submarinului italian Dandolo, care a lansat atacuri fără succes asupra crucișătoarelor ușoare  Jean de Vienne, La Galissonnière și Marseillaise. În același timp, submarinul  italiana Alpino Attilio Bagnolini a reușit să scufunde crucișătorul britanic HMS Calypso în apele din sudul Cretei.

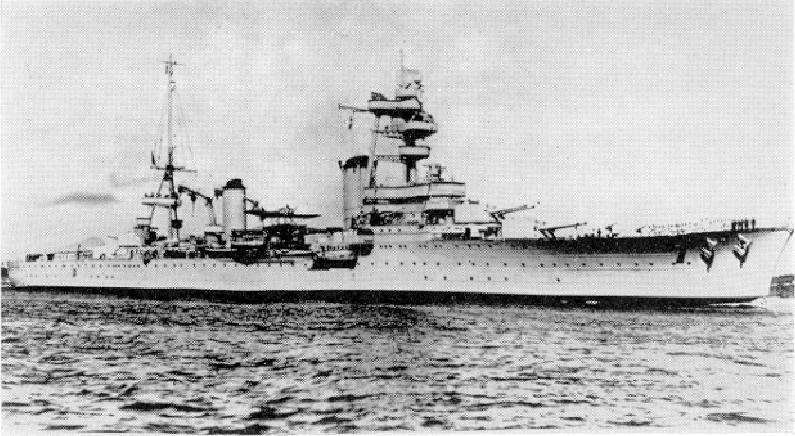
Foch, crucișător din clasa „Suffren”, asemănător cu Colbert și Dupleix.

Pe 13 iunie, Marine Nationale  a lansat  Operațiunea Vado. Escadra nr. 3 compusă din patru crucișătoare grele și unsprezece distrugătoare   au părăsit portul Toulon și au pornit spre Italia. La ora 4:26, pe 14 iunie, crucișătoarele grele franceze au deschis focul împotriva țintelor terestre din Italia. Crucișătorul Algérie a deschis focul de la 14,5 km și a lovit rezervoarele de petrol din Vado Ligure, dar în scurtă vreme nu a mai putut continua atacul datorită „fumului care se revărsa din rezervoarele incendiate”. Crucișătorul Foch a deschis focul împotriva  oțelăriei din Savona. Crucișătoarele Colbert și Dupleix au deschis focul de la 12,8 km împotriva uzinei de gaz de la Sestri Ponente. Artileria de coastă italiană de la vest de Genova și Savona și un tren blindat  au deschis focul împotriva vaselor franceze. Un proiectil de 6” lansat de bateria Mameli de la Pegli a penetrat camera cazanelor a distrugătorului francez Albatros omorând 12 marinari. Echipajul torpilorului italian  Calatafimi, aflat în apele Genovei în misiune de patrulare, a fost luat prin surprindere de atacul francezilor. Datorită ceți prezentă în zonă, comandatul torpilorului a considerat are șansa unui atac încununat de succes împotriva vaselor franceze. Când Calatafimi se poziționa pentru atac, a fost reperat de distrugătoarele franceze, care au deschis focul. Focul distrugătoarelor franceze a avariat coca torpilorului, dar italienii au reușit să lanseze patru torpile, care însă și-au ratat țintele. Un nou atac al  torpilorului italian împotriva crucișătoarelor Colbert și Dupleix a eșuat, iar Calatafimi s-a retras în portul Genova.
După ce cuirasatele s-au retras în afara zonei de acțiune a tunurile italiene, distrugătoarele de escortă au continuat atacul și au distrus bateria de coastă de la Cape Vardo. La sud de Savona, Escadara a 13-a de vedete rapide torpiloare (MAS, Motoscafo armato silurante) aflată în misiune de patrulare a  primit sarcina interceptării forței navale franceze. Vedeta MAS539 a reușit să ajungă la mai puțin de 200 m de cuirasatele Algérie și Foch, de unde și-a lansat torpilele, fără succes însă. În timp ce francezii se retrăgeau, MAS534 și MAS538 au lansat câte două torpile împotriva cuirasatelor franceze, și în aceste cazuri fără succes . Vedeta  MAS535 a suferit avarii ușoare și pierdut trei membri ai echipajului datorită focurilor de răspuns ale francezilor. Întreaga forță franceză de atac s-a retras conform planurilor și a intrat în port la prânz pe 14 iunie. Vasele de război franceze au lansat 1.500 de proiectile, iar bateriile de coastă italiene aproximativ 300. Francezii au raportat „că au supus țintele lor unui bombardament susținut și eficient”, deși comandanții au admis mai târziu că „rezultatele focului împotriva țărmului… au fost aproape nule, cauzând pagube lipsite de importanță”. Echipajul de pe Calatafimi au crezut că „strălucirea proiectilelor care au atins Albatross au marcat detonarea torpilelor de la bord”. Această presupunere a fost utilizată în scop propagandistic și „a creditat forțele de coastă italiene cu o aură exagerată de eficiență”. Acțiunile marinei militare au fost însoțite de bombardamentele efectuate de Armée de l'Air împotriva aerodromurilor italiene și ale RAF împotriva Genovei. Raidul naval francez l-au determinat pe Mussolini să ordone forțelor aeriene italiene să declanșeze bombardamente împotriva Franței metropolitane.
Pe 17 iunie, atacul goeletei La Curieuse a obligat submarinul italian Provana să iasă la suprafață în regiunea Oran. Vasul francez a distrus în cele din urmă submarinul pe care l-a pintenat. Provana a fost primul submarin scufundat de marina franceză.  Ieșirile în larg a crucișătoarelor și distrugătoarelor franceze de pe 18 și 19  iunie nu s-au încheiat cu nicio acțiune de luptă. Pe 21 iunie, cuirasatul francez Lorraine, sprijinit de crucișătoarele britanice HMS Orion și HMS Neptune, crucișătorul australian HMAS Sydney și alte patru distrugătoare britanice au atacat portul Bardia din Libia italiană. Avioanele îmbarcate franceze au lansat de asemenea raiduri asupra orașului Livorno într-unele dintre ultimele acțiuni de luptă ale francezilor împotriva italienilor.
Pe 18 iunie, statul major al Regia Marina a efectuat o evaluare a unei posibile debarcări în Malta, care a dovedit că o astfel de acțiune nu are sorți de izbândă, în ciuda precarității sistemelor defensive de pe insulă. Concluziile acestei evaluări au fost acceptate pe 25 iunie de Badoglio în timpul primei întâlniri a șefilor statelor majore care avea să fie convocat pe perioada războiului.

### Ofensiva italiană (21–24 iunie)
Pe 19 iunie, generalul Roatta a transmis un mesaj scris Grupului de Armată Vest „este posibil ca să existe trupe franceze în fortificații dar, cel mai probabil, trupele mobile aflate în spate sunt deja în retragere” Comandanții italieni de pe front nu au fost însă influențați de convingerile eronate ale comandanților cu privire la retragerea francezilor,, dar erau convinși însă că francezii erau cu moralul la pământ. Unii dintre ofițerii italieni și-au învățat în glumă soldații din subordine cu se comporte ca amanți ai franțuzoaicelor. Din aceste motive, atunci când a fost declanșat atacul principal, trupele italiene conduse de ofițeri prea încrezători în victorie, au înaintat în coloane ordonate, intrând în raza de acțiune a armelor forturilor franceze.
Pe 19 iunie, Mussolini a dat ordin generalilor săi să caute să intre în contact cu inamicul. La ora 20:50, Roatta a trimis un ordin pentru trupelor să „execute de îndată mici  operațiuni ofensive [și ] să ia contact cu inamicul pretutindeni, pentru hărțuirea forțelor inamicului cât mai dur cu putință”. Ofensiva principală trebuia să fie declanșată „cât mai curând cu putință [dar] nu mai târziu de 23 iunie” (al più presto possibile ... non oltre il 23 corrente). În dimineața zilei de 20 iunie, Mussolini i-a cerut lui Badoglio să înceapă ofensiva în dimineața zilei următoare, afirmând „Nu vreau să sufăr rușinea ca germanii să ocupe Nisa și să ne-o cedeze”. Badoglio i-a ordonat lui Graziani: „Mâine, pe 21, la declanșarea acțiunii la ora 3:00, Armatele I și a 4-a vor ataca cu toată forța de-a lungul întregului front. Obiectivul: pătrunderea cât mai departe posibil în teritoriul francez”. 
 La ora 17:45 din aceeași zi, Graziani a ordonat Grupului de Armată Vest:

Germanii au ocupat Lyonul, trebuie evitat în mod categoric ca ei să ajungă primii la mare. În această noapte, la ora trei, voi trebuie să atacați de-a lungul întregului front de la Petit-Saint-Bernard la mare (per questa notte alle 3 dovete attaccare su tutta la fronte dal San Bernardo al mare). Forțele aeriene vor interveni prin bombardamente masive ale fortificațiilor și orașelor. Germanii, în cursul zilelor de mânie și poimâine, vor trimite coloane de blindate dinspre Lyon în direcțiile Chambéry, Saint-Pierre de Chartreuse și Grenoble.

Graziani și-a modificat ordinul pe 16 iunie – acum, obiectivul principal era Marsilia. Această ultimă versiune a planului de ofensivă avea doar două acțiuni principale – Operațiunea M prin pasul Petit-Saint-Bernard și operațiunea R de-a lungul Rivierei. Ofensiva din pasul Maddalena a fost redusă la o acțiune de diversiune. Primul obiectiv al Operațiunii M era cucerirea orașului Albertville, respectiv al Operațiunii R orașul Menton. La ora 20:00 a zilei de 20 iunie, Mussolini a contramandat ordinul de atac, dar mai înainte ca acesta să ajungă la trupe, dictatorul italian a primit confirmarea continuării înaintării germane spre sud pe valea Ronului, în ciuda iminenței semnării armistițiului. Din acest motiv, Mussolini și-a contramandat ordinul de oprire a atacului. Cu această ocazie, el a schimbat prioritatea direcțiilor de atac, punând accent pe partea de nord a frontului, așa cum fusese sfătuit de altfel de mai multe ori de generalii săi.
Pe 20 iunie, tunurile din fortul Chaberton și-au redirecționat tirul tunurilor împotriva  Ouvrage Janus. Artileriștii acestei poziții franceze dotate cu șase tunuri nu au avut cum să lovească Chaberton. Trupele italiene au reușit că, sub acoperirea focului artileriei din Chaberton să înainteze și să cucerească satul Montgenèvre. După acest succes, înaintarea italiană a fost oprită în sectorul Briançon, unde defensiva franceză a rezistat atacurilor. Pe 21 iunie, francezii au reușit să mute o baterie de mortiere de 280 mm din cadrul Regimentului al 154-lea de artilerie într-o poziție din care să poată ataca fortul Chaberton. De-a lungul unui bombardament de trei zile, întrerupt din când în când de condițiile meteo improprii, focul mortierelor franceze a distrus șase din cele opt turele blindate ale fortului italian. sub acoperirea ceții, tunurile cele două turele rămase neatinse au continuat să tragă până la armistițiu.
Pe 21 iunie, a început principala ofensivă italiană. În dimineața acelei zile, trupele italiene au traversat frontiera franceze în mai multe puncte de-a lungul frontului. La început, ofensiva italiană s-a bucurat de un anumit grad de succes. Liniile defensivei franceze erau slăbite de mutarea unor trupe din Alpi pe frontul împotriva germanilor. Forțele italiene care atacau pe Riviera – aproximativ 80.000 de oameni, inclusiv rezervele – au înaintat aproximativ 8 km pe 21 iunie. Francezii dispuneau de cele mai importante efective în zona de coastă, aproximativ 38.000 de militari.

#### Armata a 4-a

##### Corpul alpin

Ofensiva italiană prin pasul Petit-Saint-Bernard spre Bourg-Saint-Maurice

Atacul principal italian a fost efectuat de Armata a 4-a comandată de generalul Alfredo Guzzoni. Corpul Alpin (COMALP), întărit cu corpul de artilerie al Corpului al 4-lea de armată, a pornit atacul pe un front de 40 km, de la Col de la Seigne la  Col du Mont. Coloanele principale trebuiau să traverseze pasul Petit-Saint-Bernard, care părea cel mai ușor drum, dat fiind că francezii nu distruseseră podurile. Acest drum era apărat de Reduta ruinată, un fort vechi ruinat, unde fuseseră trimiși 70 de militari francezi dotați cu mitraliere, și de avanpostul de la Séloges. Efectivele totale ale francezilor de la  barajul Bourg-Saint-Maurice, parte a sub-sectorului Tarentaise, erau de 3.000 de miliari, dotați cu 350 de mitraliere și 150 de tunuri. Aceste forțe erau sprijinite de 18 batalioane cu 60 de tunuri. Obiectivele principale ale Corpului Alpin era capturarea localităților Bourg-Saint-Maurice, Les Chapieux, Séez și Tignes. După cucerirea acestora, italienii trebuiau să înainteze spre Beaufort și Albertville.
Pe 21 iunie, coloana dreaptă a Corpului Alpin a cucerit pasul Seigne și a înaintat mai mulți kilometri pe ghețar, dar au fost întâmpinați de focul artileriei din Seloge. Italienii au ocolit Selonge și, pe 24 iunie, au început încercuirea localității Cormet de Roselend. Asediul era încă în desfășurare, când s-a semnat armistițiul. Coloana centală a trecut prin pasul Petit-Saint-Bernard, dar a fost oprit de tirurile francezilor din Redoute Ruinée. Divizia a 101-a motorizată Trieste din cadrul Armatei Padului a fost adusă de la Piacenza pentru sprijinirea atacului. La ora 11:00, batalionul de motociclete din cadrul diviziei Trieste a reușit să traverseze pasul și și-a continuat înaintarea cu încă 2 km. Motocicliștii au reușit să traverseze prin vad un râu sub focul puternic al mitralierelor inamice. În acest timp, geniștii italieni au reușit cu pierderi grele să repare podul aruncat parțial în aer de francezi.
Pe 22 iunie, batalionul de tancuri al Diviziei Trieste a depășit grupul pe motociclete, fiind oprit din înaintare de un câmp minat. Două tanchete L3/33 din capul coloanei au rămas înțepenite într-un gard de sârmă ghimpată, următoarea a fost parțial distrusă de o mină terestră, o alta a căzut într-un șanț, iar restul de două și-au oprit înaintarea după ce au avut probleme mecanice. Un batalion al Regimentului motorizat al 65-lea din Divizia Trieste, care a încercat să atace Reduta Ruinată din spate, a fost oprit din înaintare de infanteria franceză. Acest batalion a abandonat obiectivul inițial și și-a continuat înaintarea spre Séez. Coloana stângă a Corpului Alpin a întâmpinat o rezistență redusă și a ajuns cu ușurință pe 22 iunie pe malul drept al râului Isère. Până la intrarea în vigoare a armistițiului, coloana centrală a Corpului Alpin reușise să ocupe localitatea Séez, dar  nu fusese capabilă să reducă la tăcere Redoute Ruinée. Italienii au reușit să producă distrugeri importante fortificațiilor redutei, dar francezii au continuat să controleze cu foc până la semnarea armistițiului pasul Petit-Saint-Bernard. Corpul Alpin nu a reușit să își îndeplinească obiectivul final, cucerirea localității Bourg-Saint-Maurice. După semnarea armistițiului, garnizoana franceză a Redutei Ruinate a părăsit fortificația primind onoruri militare.

Ofensiva italiană din regiunea. Pasul Mont Cenis a fost cedat Franței după semnarea tratatului de pace din 1947

##### Corpul I de armată
La sud de Corpul Alpin, Corpul I de armată a înaintat pe un front de 40 km, de la Mont Cenis la Col d'Étache. Obiectivul lor sprijinirea efortului principal al armatelor italiene prin cucerirea forturilor Bessans, Lanslebourg și  Bramans și a a unor lucrări fortificate  (ouvrages Saint-Gobain, Saint-Antoine, Sapey) față în față cu Modane. După aceasta, Corpul I trebuia să schimbe direcția de atac spre nord, spre Albertville. Batalioanele Val Cenischia și Susa din cadrul Regimentului al 3-lea  Alpini – Divizia Taurinense au fost atașate Diviziei Cagliari. Atacul principal al Corpului I a fost efectuat de Divizia Cagliari, care acționa pe trei coloane, pentru cucerirea Bessans și Bramans, urmat de o înaintare de-a lungul râuoui  Arc spre Modane. Coloana centrală era formată din batalioanele 1 și 2 ale Regimentului al 64-lea de infanterie și batalionul 3 al Regimentului al 62-lea. Coloana a înaintat prin Col des Lacs Giaset pe valea Ambin. Batalionul 2 al Regimentului al 63-lea a traversat Little Mont Cenis spre satul Le Planay, unde s-a alăturat coloanei centrale, în vreme ce Batalionul 1 a traversat Pasul Bellecombe și a intrat în componența aceleiași coloane în satul La Villette. Unitatea Val Cenischia a format coloana stângă care a trecut prin Col d'Étache. Aceasta trebuia să își sincronizeze atacul pe flancul localității Modane cu cel al coloanei centrale. Unitatea Susa forma coloana dreapta și a traversat trecătorile Chapeau și Novalesa și a continuat înaintarea pe valea Ribon spre Bessans. De aici a continuat deplasarea pe valea râului Arc spre Lanslebourg, unde a întâlnit Batalionul 3 al Regimentului al 64-lea din Diviza Cagliari. Toate aceste unități italiene urmau să lupte cu francezii ale căror garnizoane numărau aproximativ 4.500 de oameni, sprijinite de rezerve formate din două divizii cu 60 de tancuri. Italienii păstrau în rezervă Divizia Brennero în regiunea lacului  Mont Cenis.
Coloana centrală și-a început deplasarea spre zonele joase prin Pasul Lacs Giaset după ora 12:00 a zilei de 21 iunie. Italienii au trebuit să facă față rezistenței puternice a francezilor de pe malul râului Ambin. Batalionul al 2-lea a coborât de pe Little Mont Cenis și a depășit rezistența slabă a francezilor, după care a întâlnit coloana centrală. Câteva grupuri mici au fost lăsate în urmă pentru eliminarea centrelor izolate de rezistență ale francezilor, în vreme ce grosul coloanei centrale și-a continuat drumul spre Bramans. Toate batalioanele Cagliari s-au regrupat în jurul unei capele din afara localității Bramans, și, după ce au eliminat rezistența franceză cu tiruri de artilerie, au cucerit orașul. Un batalion și-a schimbat direcția de deplasare spre Termignon pentru ca să se alăture batalionului Susa, iar restul a continuat spre Modane. Batalionul Val Cenischia nu a întâmpinat nicio rezistență când a traversat Col d'Étache și Col de Bramanette, reușind să ajungă în spatele fortului francez Balme fără luptă. Fortificațiile acestuia au  fost cucerite pe 23 iunie de divizia Cagliari, dar forturile din fața Modane — Saint-Gobain de la  Villarodin și  Barrière de l'Esseillon— s-au dovedit mult mai greu de cucerit. Ca urmare, italienii au încercat să le ia prin învăluire, în tot acest timp artileria italiană a încercat să scoată din luptă tunurile franceze. Forturile nu au fost scoase din luptă până în momentul în care armistițiul a intrat în vigoare, deși unitățile avansate ale Diviziei Cagliari ajunseseră la aproximativ cinci kilometri de Modane.
În vreme ce Susa a ocupat Lanslebourg și a continuat atacul spre Termignon, batalionul al 3-lea al Regimentului al 64-lea de infanterie a fost oprit din înaintare. Ruta pe care trebuia să înainteze fusese minată puternic, pe drum fiind amplasat numeroase obstacole antitanc și antinfanterie. Un batalion al Regimentului de infanterie 231 Avellino și un batalion de tancuri din Divizia Brennero a fost trimis în ajutorul Regimentului 64. Două tanchete L3 au fost blocate de exploziile unor mine, oprind înaintarea întregii coloane italiene. Profitând de acest incident, artileria franceză a reușit să distrugă restul tancurilor din coloană. Infanteriștii italieni au reușit să înainteze cu greu sub focul puternic al artileriei și mitralierelor franceze, ajungând în cele din urmă în spatele pozițiilor franceze, asupra cărora au deschis la rândul lor focul. În momentul în care se semna armistițiul, prima linie de fortificații franceze din fața Col de Mont Cenis țineau încă sub foc coloanele italiene, care nu reușiseră să ajungă la Lanslebourg. 

#### Armata I
Armata I a reușit să scape de povara atacului principal – care a căzut de aceea în sarcina Armatei a 4-a din nord – ca urmare a intervenției de pe 20 iunie a comandantului ei, generalul Pietro Pintor. Porțiunea sudică a frontului pe care se afla Armata I, de la Monte Grammondo până pe litoral, era ocupată de Divizia a 37-a de infanterie montană Modena și de Divizia a 5-a de infanterie Cosseria. Rezerva era asigurată de Divizia a 52-a de infanterie motorizată Torino Din cadrul Armatei Padului. Armata I a declanșat atacul de-a lungul întregului front alocat pe 20 iunie. Artileria franceză a reușit în majoritatea locațiilor să respingă cu ușurință atacurile italienilor.

Rutele de invazie ale Armatei I

Pe 21 iunie, unitățile italiene care înaintau prin Val Roia au reușit să ocupe localitatea Fontan. Diviziei Cosseria, care înainta în zona litoralului spre Nisa, trebuiau să i se alăture unitățile de vânători de munte care coborau pe valea Vésubie și Regimentul San Marco care trebuia să execute o debarcare în spatele fortului francez Cap Martin. Debarcarea amfibie a trebuit să fie anulată datorită unor probleme logistice – defecțiuni mecanice, supraîncărcarea vaselor și marea agitată. Regia Marina nu dispunea de suficient de multe vase de debarcare și de aceea rechiziționase vase de pescuit și de agrement. Marina italiană a încercat să execute câteva debarcări dar, după ce unele dintre vasele folosite au eșuat în apele puțin adânci, întreaga operațiune a fost anulată. Divizia  Cosseria a fost oprită din înaintare de tirurile bateriilor de artilerie de la Cap Martin și din fortul Mont Agel, care au distrus un tren blindat. În ciuda opoziției francezilor, folosindu-se de condițiile meteo – furtună cu fulgere și ceață – italienii au reușit să ocupe cartiere ale localităților  Saint-Paul-de-Vence și La Grange pe 22 iunie. Mussolini a cerut în acest moment ca Divizia Cosseria să atace în forță și să înainteze indiferent de pierderi. În noaptea de 22-23 iunie, beneficiind încă de acoperirea ceții, Divizia Cosseria a ocolit Cap Martin, după care a intrat în cartierul Garavan al localității Menton. Trupele franceze rămase în spatele diviziei italiene au continuat să lupte, artileria fortului ținând sub foc până la semnarea armistițiului vasele italiene din apropierea litoralului. Luptele de pe străzile orașului Menton au fost aprige. Italienii au atacat prin cartierul Baousset și au cucerit pe 23 iunie dealul pe care se află mânăstirea capucinilor Notre-Dame de l'Annonciade. O debarcare amfibie planificată la Garavan a unităților Cămășilor Negre (MVSN) de pe 24 iunie a trebuit să fie anulată datorită condițiilor meteo nefavorabile. Soldații francezi, cu excepția garnizoanei fortului avansat de la Pont Saint-Louis, s-au retras treptat din Menton.

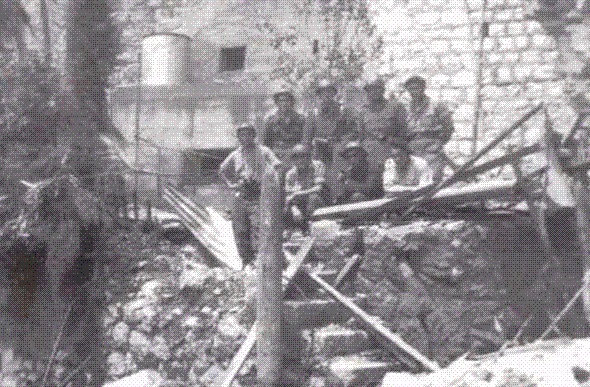
Apărătorii de la Pont Saint-Louis

Pe 24 iunie, infanteria italiană a ajuns în câmpia Carnolès, unde au fost opriți de focul artileriei franceze. Pentru anihilarea francezilor, bombardierele italiene au efectuat mai multe raiduri în zonă. 24 iunie a fost ziua în care fortul Pont Saint-Louis s-a angajat în ultimele dueluri de artilerie cu bateriile italiene. Tirul tunurilor franceze a împiedicat până la data semnării armistițiului traversarea de către vehiculele italiene a podului. Cucerirea „perlei Franței”, localitatea Menton, o destinație turistică renumită a fost „un succes incontestabil (chiar dacă un pic cam costisitor)” (un succès incontestable [même s'il a coûté cher]). Mussolini a vizitat câmpul de luptă pe 1 iulie și a declarat într-o emisiune radiodifuzată de la Roma că „infanteria noastră a fost sprijinită de un tren de artilerie care a trecut prin tunelul de sub  La Mortola și a bombardat orașul puternic apărat [Menton], unde inamicul întreținea o rezistență îndărătnică” ".
De-a lungul frontului nordic al Armatei I, Divizia a 33-a de infanterie montană Acqui cu bazele la întrarea în Valle Stura di Demonte, era formată din șase batalioane și o legiune a Cămășilor Negre (MVSN) și era dotată cu 30 d mortiere de 81 mm, 24 de tunuri montane 75 mm Skoda și 12 obuziere 100 mm. Regimentul mai avea în dotare 3.500 de catâri pentru transportul pieselor de artilerie, 68 de camioane, 71 de motociclete și 153  de biciclete. Dispunerea inițială  a trupelor a fost una defensivă. În analizele făcute mai înainte de izbucnirea luptelor, comandanții italieni se temeau de un posibil atac francez cu iperită. Pe 20 iunie, regimentul a primit ordin să urce de-a lungul văii, aproximativ 60 km în interiorul teritoriului francez, pe singurul drum existent în zonă. Încă de la început, italienii au întâmpinat greutăți logistice – aparatele de emisie recepție radio nu au funcționat în condițiile vremii ploioase, iar trupa a rămas fără alimente, rămase mult în spatele coloanei. Cu toate acestea, pe 23 iunie, italienii au ajuns în Pasul Maddalena. Până aici, italienii reușiseră să transporte doar un obuzier de 100 mm. Din Pasul Maddalena, italienii au început coborârea în Valea Ubaye din Franța. Condițiile meteo au încetinit înaintarea italienilor dar, în egală măsură, i-au împiedicat pe artileriștii francezi să își regleze tirul. Divizia Acqui nu ajuns în fața fortificațiilor franceze decât în seara zilei de 24 iunie, când armistițiul fusese deja semnat. Italienii au pierdut 32 de oameni morți, 90 răniți, 15 dispăruți în misiune. De asemenea, 198 de militari au suferit degerături. Datorită lipsei pieselor de artilerie, italienii nu au deschis focul asupra forturilor franceze.

## Armistițiul
Pe 17 iunie, a doua zi după ce francezii ceruseră în mod oficial negocierea unui armistițiu cu Germania, ministrul de externe francez Paul Baudoin a înmânat nunciului papal Valerio Valeri o notă în care era scris: „Guvernul francez, condus de mareșalul Pétain, cere Sfântului Scaun să transmită guvernului italian cât mai repede cu putință nota pe care a transmis-o deja prin ambasadorul spaniol către guvernul german. De asemenea, solicită ca acesta să transmită guvernului italian dorința sa de găsire împreună a unei baze pentru o păce durabilă între cele două țări .” În aceeași dimineață, Mussolini a fost înștiințat de Hitler cu privire la cererea de armistițiu făcută germanilor de către francezi și dictatorul italian a plecat la München pentru convorbiri cu Führerul.  Generalul Roatta, amiralul Raffaele de Courten și generalul de aviație  Egisto Perino au fost însărcinați cu schițarea pretențiilor italiene pentru semnarea armistițiului.  Lista finală a cererilor prezentate francezilor era moderată,, Italienii renunțând la pretențiile asupra văii Ronului, insulei Corsica, Tunisiei și a  Somaliei franceze. Roatta avea să afirme mai târziu ca aceste pretenții reduse au fost datorate eleganței (signorilità) lui Mussolini, care l-ar fi oprit să pretindă mai mult decât reușiseră militarii să cucerească.
În seara zilei de 21 iunie, ambasadorul italian la Berlin Dino Alfieri a transmis superiorilor săi condițiile germane pentru semnarea armistițiului . Ciano avea să comenteze „În aceste condiții [blânde], Mussolini nu este pregătit să facă cereri teritoriale ... și [va] aștepta conferința de pace ca să facă toate cererile noastre oficiale”. El avea să mai adauge că Mussolini a dorit să întârzie întâlnirea cu francezii în speranța că generalul  Gambara avea să cucerească Nisa.
La ora 15:00 a zilei de 23 iunie, delegația franceză condusă de generalul Charles Huntziger, cel care semnase și armistițiul cu Germania cu o zi mai devreme, a aterizat la Roma la bordul a trei avioane germane. Delegația franceză era compusă din aceleași persoane care negociaseră și cu germanii. Prima întâlnire a celor două delegații a avut loc la ora 19:30 la Villa Incisa all'Olgiata de pe Via Cassia. Întâlnirea a durat doar 25 de minute.  Generalul  Roatta a citat cu voce tare termenii pe care îi propunea Italia, Huntziger a solicitat o pauză pentru consultări cu guvernul francez, pentru ca la sfârșit Ciano să fie de acord cu amânarea discuțiilor pentru ziua următoare. În timpul în care negocierile franco-italiene erau întrerupte, Hitler i-a mărturisit lui Mussolini că cererile italienilor păreau prea modeste și că o mai bună soluție ar fi fost unirea zonelor de ocupație germană și italiană. Roatta l-a convins însă pe Mussolini că discuțiile erau prea avansate pentru ca termenii propunerilor de armistițiu să fie modificați în mod semnificativ.
La ora 19:15 pe data de 24 iunie, la Villa Incisa, după ce a primit acordul guvernului francez, generalul Huntziger a semnat armistițiul în numele Franței. Mareșalul Badoglio a semnat din partea Italiei. Cu doar câteva minute înaintea semnării armistițiului, Huntziger i-a cerut lui  Badoglio să înlăture clauza care cerea repatrierea forțată a refugiaților politici italieni (așa cum era cazul socialistului Pietro Nenni). Badoglio a cerut consimțământul lui Mussolini, care a fost de acord cu această ultimă modificare.
Armistițiul franco-italian stabilea o zonă demilitarizată de dimensiuni reduse de aproximativ 50 km în interiorul teritoriului francez – ceea ce echivala cu eliminarea Liniei Alpine. Zona de ocupație italiană s-a limitat doar ceea ce fusese deja cucerit până la semnarea armistițiului. Era vorba de 832 km² și  28.500 de locuitori. Orașul Menton cu cei 21.700 de locuitori era cuprins în această zonă. Italia și-a asigurat dreptul să intervină pe teritoriul francez până la valea Ronului dar nu a ocupat această zonă decât după invadarea de către aliați a Africii de nord franceze în noiembrie 1942. În plus, a fost stabilite zone demilitarizate în coloniile franceze din Africa. Italia a primit dreptul să folosească portul  Djibouti și toate echipamentele sale portuare din Somaliland, precum și porțiunea franceză a căii ferate Addis Ababa–Djibouti. Mai important chiar, bazele navale Toulon, Bizerte, Ajaccio și Oran trebuiau să fie demilitarizate. 

## Pierderi
Infanteria franceză pierdut 37 de morți, între 40 și 60 de răniți și 150 de dispăruți în misiune. Armata Alpilor a pierdut 20 de morți, 84 de răniți și 154 de prizonieri în luptele cu germanii care înaintau dinspre Lyon.
Pierderile italienilor au fost cuprinse între 631 și 642 de morți, 2.631 de răniți și 616 dispăruți în misiune. Un număr de 2.151 au suferit degerături în timpul campaniei. Raportul oficial al pierderilor a fost finalizat de italieni în 18 iulie 1940, când încă mai erau corpuri ale celor căzuți în luptă acoperite de zăpadă. Este foarte probabil ca cei mai mulți italieni dispăruți în misiune să fi fost de fapt morți. Unitățile care au luptat în zonele cele mai accidentate au avut cea mai mare proporție a celor morți și dispăruți. Regimentul al 44-lea de infanterie Forlì a raportat 21 de morți, 46 de răniți, 4 militari afectați de degerături și cel puțin 296 de dispăruți. Până la final s-a dovedit că cei mai mulți soldați dispăruți din Forlì căzuseră de fapt prizonieri.
Numărul oficial al prizonierilor de război francezi a fost de 155. Toți prizonierii de război italieni – nu există documente oficiale cu privire la numărul lor – au fost eliberați imediat după semnarea armistițiului. În ceea ce privește prizonierii de război francezi, se pare că soarta lor a fost uitată în timpul negocierilor, ei fiind trimiși în lagărul  Fonte d'Amore de lângă Sulmona, unde aveau să ajungă mai târziu și 200 de britanici și 600 de greci. Atâta vreme cât au fost în custodia italienilor, prizonierii de război aliați au fost tratați în conformitate cu legile internaționale. Cel mai probabil, după capitularea Italiei din septembrie 1943, acești prizonieri de război au ajuns în mâinile germanilor.

## Aprecieri critice

Bătălia Franței. În sud, este evidențiată intervenția italiană.

Cererile limitate ale guvernului italian în cursul negocierilor pentru armistițiu au generat diferite  de teorii printre comentatorii contemporani. Generalul Roatta a crezut că Mussolini și-a moderat cererile deoarece italienii nu au fost capabili să spargă frontul francez, iar dictatorul italian a vrut să își demonstreze „eleganța”. Dino Alfieri a lansat o presupunere controversată, dar larg acceptată în epocă, conform căreia Mussolini și-a redus pretențiile în timpul negocierilor pentru că să „păstreze o anume aparență a echilibrului continental al puterii”. Istoricul MacGregor Knox consideră că termenii prezentați de Ciano și Alfieri sunt  stranii, dar crede că „umilința lui Mussolini datorită rezultatelor atacului din prima zi din Alpi… a contribuit la decizia sa de reducere a pretențiilor sale”. În plus, Knox consideră că însemnările din jurnalul lui Ciano și ceea ce i-a spus Mussolini lui Hitler ca fiind „o explicație destul de adecvată” – poziția italiană era rezultatul „situației strategice”: armata a eșuat în încercarea de străpungere a frontului francez din Alpi, iar francezii erau hotărâți să continue lupta, așa cum Huntziger a susținut în fața germanilor. Istoricul Samuel Mitcham consideră că Mussolini a fost forțat să renunțe la cele mai multe dintre pretențiile sale la presiunea lui Hitler, care nu dorea ca italienii să obțină câștiguri însemnate, în ciuda participării lor limitate la Bătălia Franței. Acest pucnt de vedere a fost acceptat și de istoricul Gerhard Weinberg, care afirmă că „singurul record straniu al italienilor în puțina luptă pe care au dat-o … a facilitat politica germană” și l-a forțat pe Mussolini să își modereze pretențiile. Cu toate aceste, obiectivele pe timp de război ale Italiei au rămas cele ale expansiunii teritoriale. Un program publicat pe 26 iunie trasa drept obiective de război cucerirea Nisei, Corsicăi, Tunisiei, Maltei, sudului Elveției și a Ciprului, precum și înlocuirea influenței britanice și franceze cu cea italiană în Egipt, Irak, Somaliland, Golful Persic și sudul Peninsulei Arabice.
Istoricii militari sunt în general de acord că trupele italiene s-au comportat foarte slab în timpul invaziei. Pe 21 iunie 1940, Ciano a scris în jurnalul său că Mussolini a fost foarte umilit de prestația armatei în timpul invaziei în Franța, de vreme ce „trupele noastre nu au înaintat. Chiar și azi, ele nu au fost capabile să treacă și s-au oprit în fața primului punct francez întărit care a rezistat.” Mussolini a dat vina pe felul de a fi al italienilor pentru eșecurile din prima zi a ofensivei. După semnarea armistițiului, subliniindu-și nefericirea, el a remarcat faptul că a fost vorba „mai degrabă de un armistițiu politic decât unul militar după doar cincisprezece zile de război – dar el ne pune în mână un document bun.”  Mitcham consideră că Armata Alpilor, în ciuda efectivelor puternic reduse, a „rezistat în fața celor 32 de divizii italiene pentru cinci zile și a produs pierderi grele” în rândurile trupelor italiene. Mitcham a subliniat că victoria francezilor a venit pentru mulți ca o „surpriză și bucurie”, „inclusiv pentru marea majoritate a Marelui Stat Major german”. Knox numește atacul italian în Alpi un „fiasco”, care a avut implicați majore asupra generalilor italieni. El adaugă că această campanie a fost o umilință pentru Mussolini. Paul Henry Collier caracterizează atacul italienilor ca fiind „nefericit”, iar contribuția italiană la victoria Axei împotriva Franței drept „neînsemnată”. Istoricul italian Giorgio Rochat a scris că „rezultatul final a marii ofensive italiene a fost de-a dreptul mizerabil”. Istoricii J. E. Kaufmann și H. W. Kaufmann au subliniat la rândul lor modul în care „șapte divizii franceze … au reușit să oprească grupul de armată italian de mai mult de treizeci de divizii”. Responsabilii militari italieni au cerut ajutorul germanilor, care ar fi trebuit să învăluie pozițiile franceze. Plănuitul atac german a fost anulat până la urmă, iar „soldații francezi din Alpi … nu au trebuit să se confrunte cu înfrângerea militară în vreme ce guvernul lor a reușit în cele din urmă să negocieze un armistițiu cu Italia”.
Cei doi au încercat să explice problemele italienilor și au considerat că superioritatea numerică a acestora nu a fost afectată de numărul redus al echipamentelor militare din dotare și de calitatea inferioară  a acestora în comparație cu cele al francezilor. În plus, „vreme furtunoasă din Alpi a fost probabil cel mai bun aliat pe care l-au avut francezii." Un ofițer german, care a vizitat locurile luptelor din Alpi după semnarea armistițiului, a remarcat că tacticile Blitzkriegului, care au fost victorioase în nordul Franței, ar fi întâmpinat probleme în condițiile de teren din Alpi, care au fost numite „poate cel mai puțin potrivit dintre toate teatrele de operațiuni posibile”. Atacul prin Pasul Petit-Saint-Bernard Pass din Alpi a fost oprit din chiar prima zi de o furtună puternică de zăpadă Trupele italiene blocate în zăpadă au fost ținte ușoare pentru lunetiștii francezi, iar cărările montane bătute de vânturi puternice au permis comandourilor franceze să organizeze numeroase ambuscade. Zăpada a împiedicat mișcările artileriei, hranei și muniției spre linia frontului. Furtunile de zăpadă au fost atât de puternice în unele locuri, încât unii soldați italieni au purtat măștile de gaze pe față pentru ca să poată respira. Trupele avansate italiene s-au mișcat mai repede decât convoaiele de reaprovizionare. De exemplu, pe 23 iunie, comandantul Diviziei a 4-a alpine Cuneense s-a plâns comandantului Armatei a 2-a că nu poate păstra legătura cu trupele sale de pe front deoarece nu a putut să își mute cartierul general în munți datorită vremii nefavorabile. În unele cazuri, bucătăriile mobile italiene nu au putut livra hrana caldă în primele linii datorită lipsei marmitelor. În rândul trupelor italiene fusese mobilizat un număr redus de geniști capabili să distrugă prin dinamitare amplasamentele pieselor de artilerie sau a forturilor franceze. În plus, eliminarea acestora a fost îngreunată de informațiile insuficiente obținute de serviciile italiene de informații militare. Analiza făcută de generalul Emilio Faldella, comandatul Regimentului al 3-lea de infanterie alpină, a considerat că liderii militari italieni au cerut prea mult de la soldați:

Pe front, lângă frontieră, misiunea forturilor franceze era să întârzie armata italiană să atingă linia defensivă, constituită din fortificații din oțel și beton… Infanteria noastră a trebuit să înainteze în teren fără acoperire împotriva trupelor bine protejate, printr-un câmp aflat sub focul artileriei franceze … Iar aceasta s-a întâmplat timp de trei-patru zile. în aceste condiții, superioritatea numerică italiană nu a fost un avantaj… Ar fi greșit să spunem că în Alpii occidentali s-a dus o bătălie; au avut loc doar acțiuni preliminare, numite din punct de vedere tehnic „luare de contact”. Nu este posibil să vorbim despre termeni precum victorie sau înfrângere…